# Grande traversée du Massif central
La Grande traversée du Massif central (GTMC) est un itinéraire de randonnée pour vélo tout terrain (VTT) labellisé par la Fédération française de cyclisme. Il traverse le Massif central, de la Bourgogne à la Méditerranée, sur un parcours de 1380 km.

## Historique
Créé en 1995, cet itinéraire concerne initialement le sud du Massif central, de Clermont-Ferrand à Sète, soit 680 km.
En 2018, le partenariat entre l’Association des parcs naturels du Massif central (IPAMAC), Auvergne-Rhône-Alpes Tourisme et la Fédération Française de Cyclisme (FFC), et d'autres institutions, permet que le parcours soit agrandi pour aller d’Avallon, en Bourgogne, jusqu’au Cap d’Agde sur la Méditerranée, en parcourant, du nord au sud, l’intégralité du Massif central, soit 1 380 km. Il est entièrement praticable à VTT et VTT à assistance électrique (VTTAE), l'objectif étant de  "créer un itinéraire complémentaire aux véloroutes et voies vertes et le concevoir pour la pratique du VTT à assistance électrique".
La Grande Traversée du Massif Central est inaugurée le 21 juin 2019 à Clermont-Ferrand.

## Itinéraire
Il s'étend sur 3 régions : Bourgogne-Franche-Comté, Auvergne-Rhône-Alpes et Occitanie, soit  12 départements : l’Yonne, la Côte-d’Or, la Nièvre, la Saône-et-Loire, l’Allier, le Puy-de-Dôme, le Cantal, la Haute-Loire, la Lozère, l’Aveyron, le Gard, et l’Hérault. Il passe par 5 parcs naturels : les parcs naturels régionaux du Morvan, des Volcans d’Auvergne, des Grands Causses et du Haut-Languedoc et le parc national des Cévennes et par 2 sites classés UNESCO: la Chaîne des Puys - faille de Limagne et le site des Causses et des Cévennes.
Caractéristiques générales de l'itinéraire : 31 étapes (jusqu'à 38 avec les variantes), de 0 à 1 790 m d'altitude, 30 000 m de dénivelé, 10 gares et portes d'entrées-sorties, 3 à 6 semaines de voyage pour la totalité du parcours. Mais, c'est l'avis du journal l'Équipe, "d'une façon très générale, la trace ne recèle pas de difficulté technique insurmontable. Bien sûr on y trouve quelques belles portions de descente (et encore heureux !) mais la GTMC n'est aucunement réservée à quelque élite de l'enduro". 

### En région Bourgogne-Franche-Comté

Carte de la Bourgogne (relief)

Les 330 km de la GTMC sont communs avec la Grande traversée du Morvan qui relie Avallon, dans l’Yonne, à Autun en Saône et Loire, via Saulieu (Côte d’Or), la Nièvre  et les principaux sites naturels et touristiques de la région  : les lacs du Crescent, de Saint Agnan, des Settons, le Haut Folin, le Mont Beuvray.

#### Département de l’Yonne
Avallon-Quarré-les-Tombes, 51,7 km. Avallon, dans le sud du département de l'Yonne et au nord du Parc du Morvan, est à 51 km au sud de la préfecture Auxerre. La ville est située sur un plateau dominant la vallée du Cousin. Avallon possède plusieurs églises remarquables : la collégiale Saint-Lazare du XIIe siècle, l'église Saint-Martin-du-Bourg d'Avallon, la chapelle Saint-Pierre d'Avallon ; des monuments civils : château d'Avallon, la Tour de horloge, des maisons anciennes, des remparts, des jardins en espalier. L'itinéraire passe par ou près du lac du Crescent, un des six grands lacs du Morvan ; du château de Chastellux (à 5 km). Quarré-les-Tombes est un petit village, de moins de 700 habitants.
Quarré-les-Tombes - Saulieu, 45,76 km. Autour de l'église Saint-Georges de Quarré-les-Tombes sont installés, cent douze éléments de sarcophages. L'itinéraire traverse la forêt au Duc, aux alentours de Quarré-les-Tombes, passe par l'abbaye bénédictine Sainte-Marie de la Pierre qui Vire, longe le lac de Saint-Agnan.

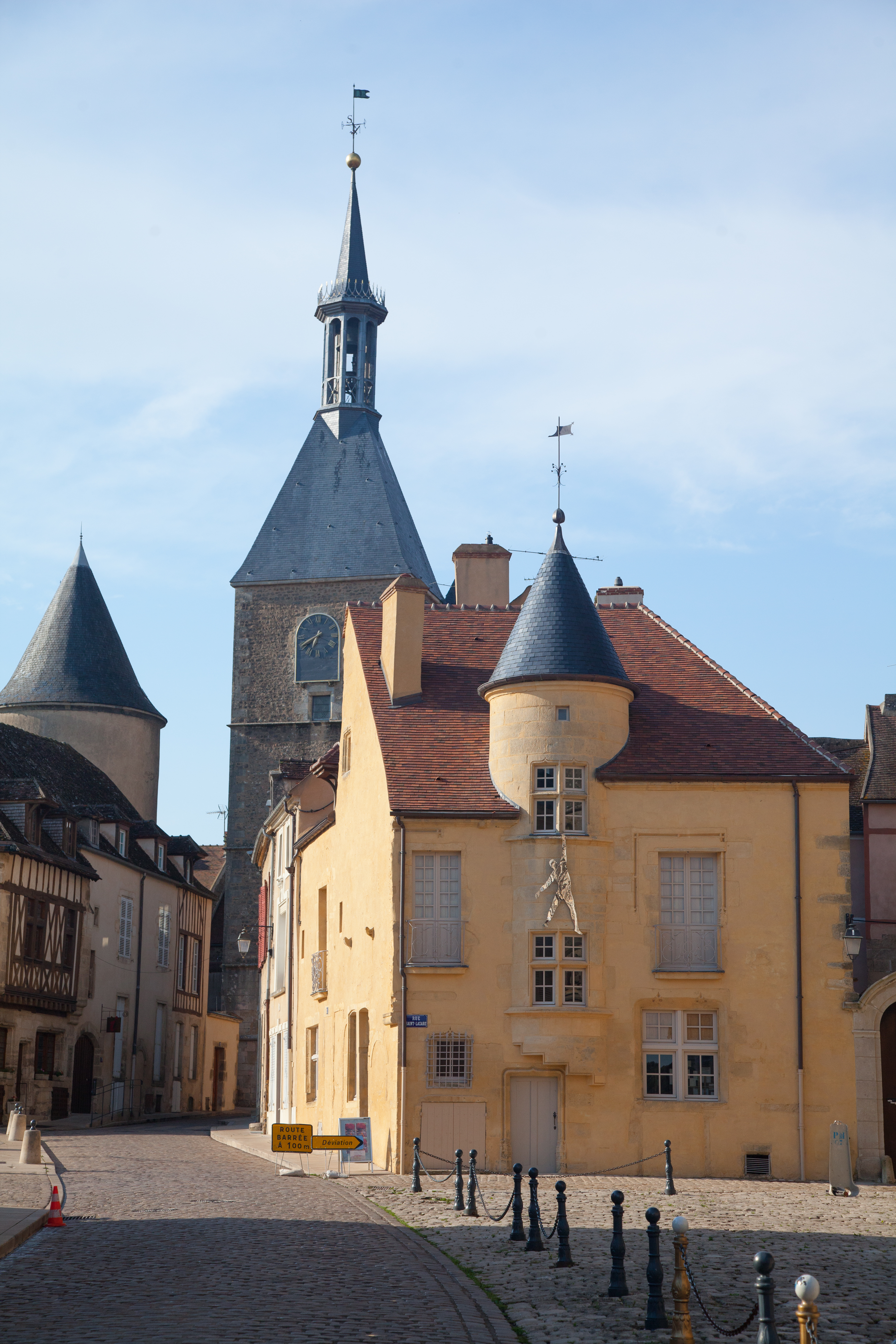
Avallon
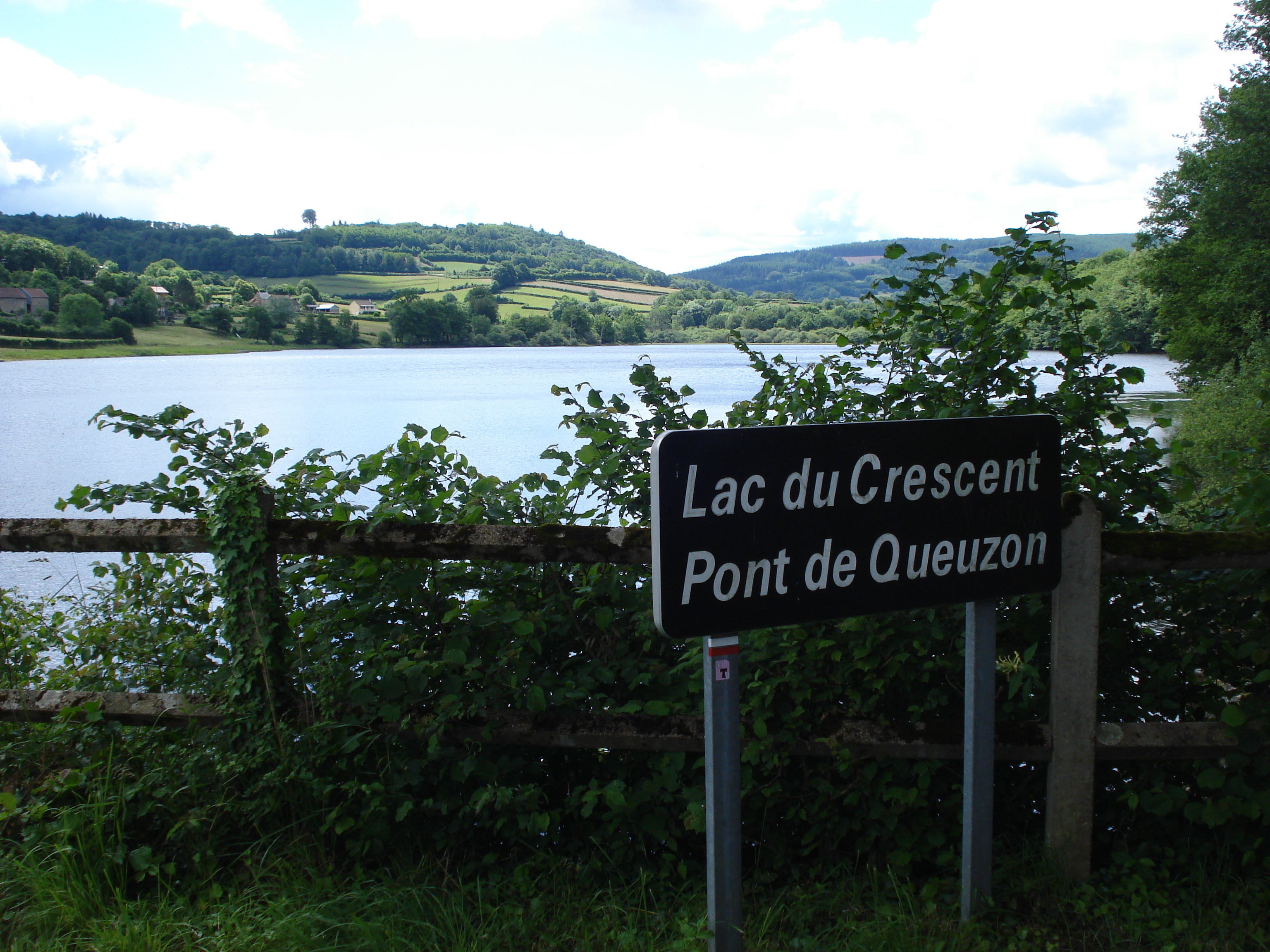
Lac du Crescent
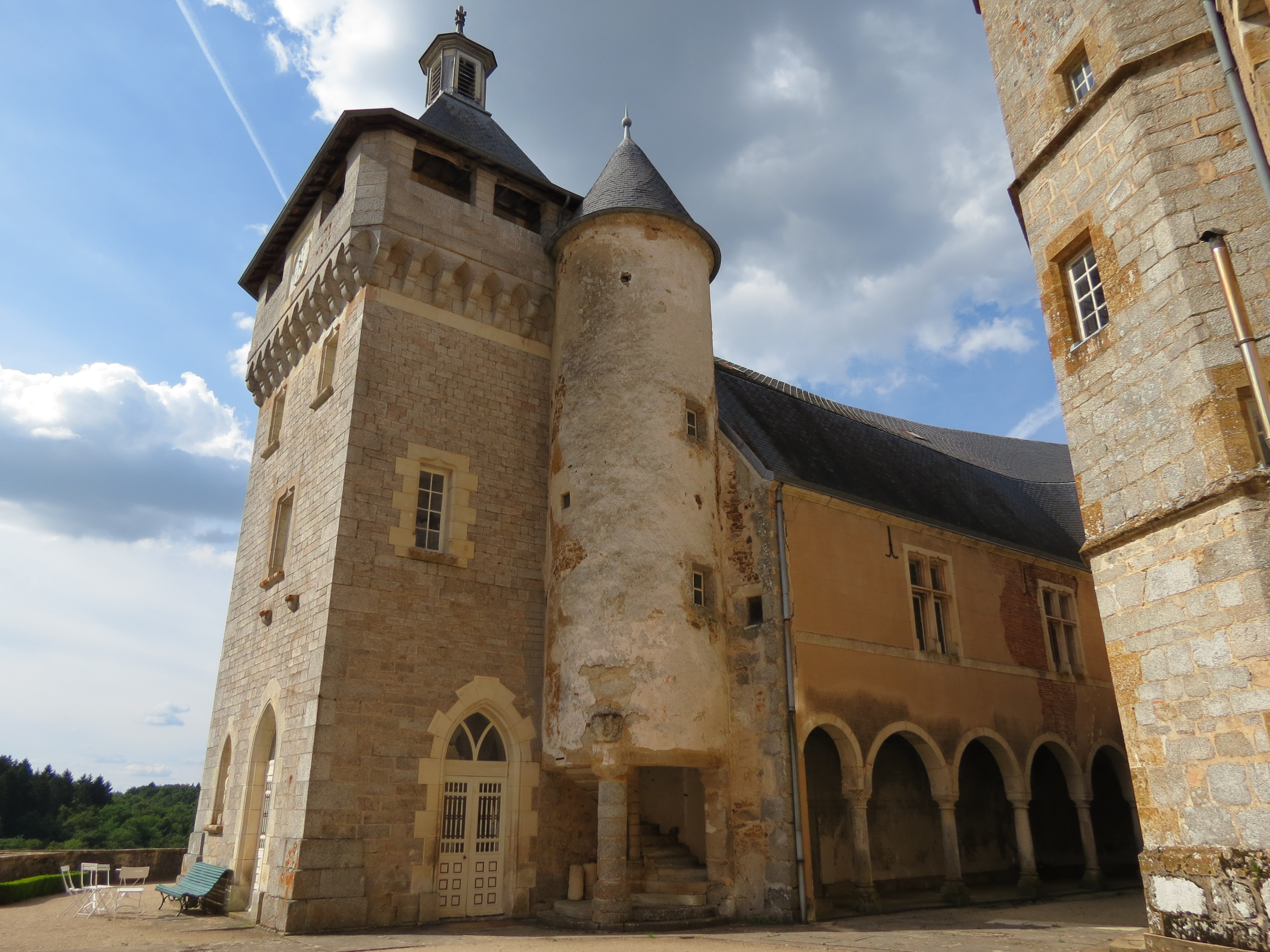
Château de Chastellux
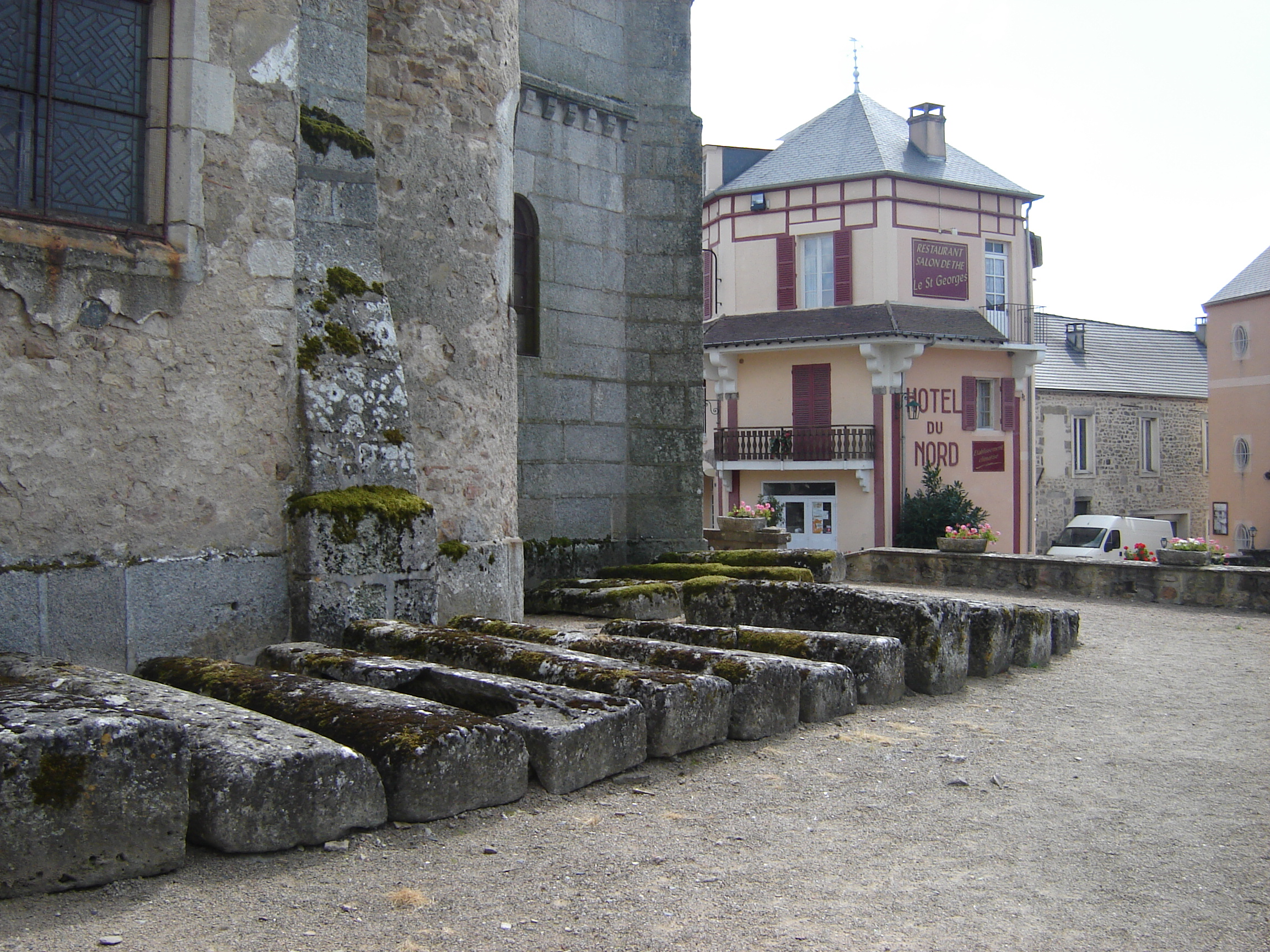
Quarré-les-Tombes
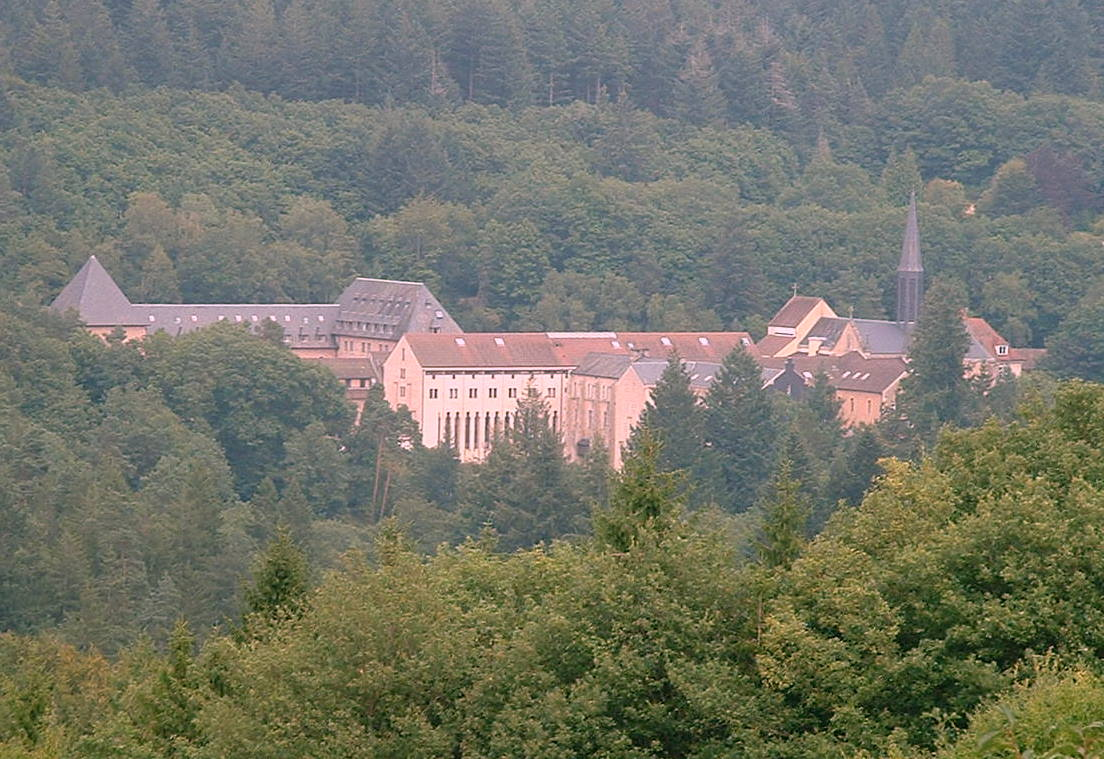
Abbaye Pierre-qui-Vire
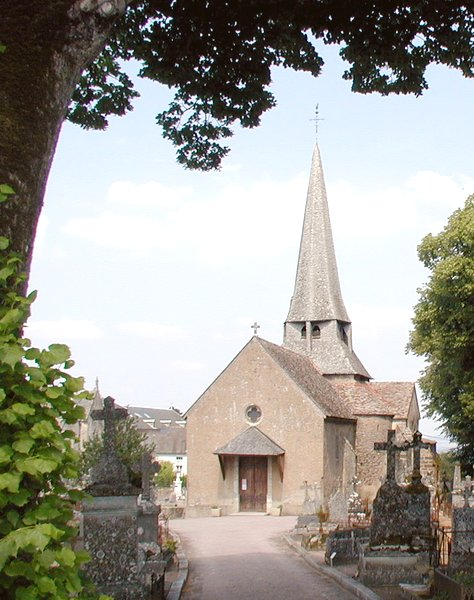
Saulieu, Saint-Saturnin

#### Département de la Côte-d’Or
Saulieu - Lac des Settons, 33,52 km. Saulieu petite ville d'environ 2 500 ha, est une porte du parc régional du Morvan.  L'itinéraire longe le lac de Chamboux  et arrive au lac des Settons. 

#### Département de la Nièvre
Lac des Settons - Anost, 53,39 km. À Ouroux-en-Morvan, panorama  à partir du belvédère sur le lac de Pannecière Chaumard, plus grand lac du Morvan. 
Château-Chinon - Les Rollots (commune de Arleuf), 8,31 km. À Château-Chinon on peut visiter le musée du septennat qui regroupe les cadeaux reçus par François Mitterrand durant ses 2 mandats présidentiels.

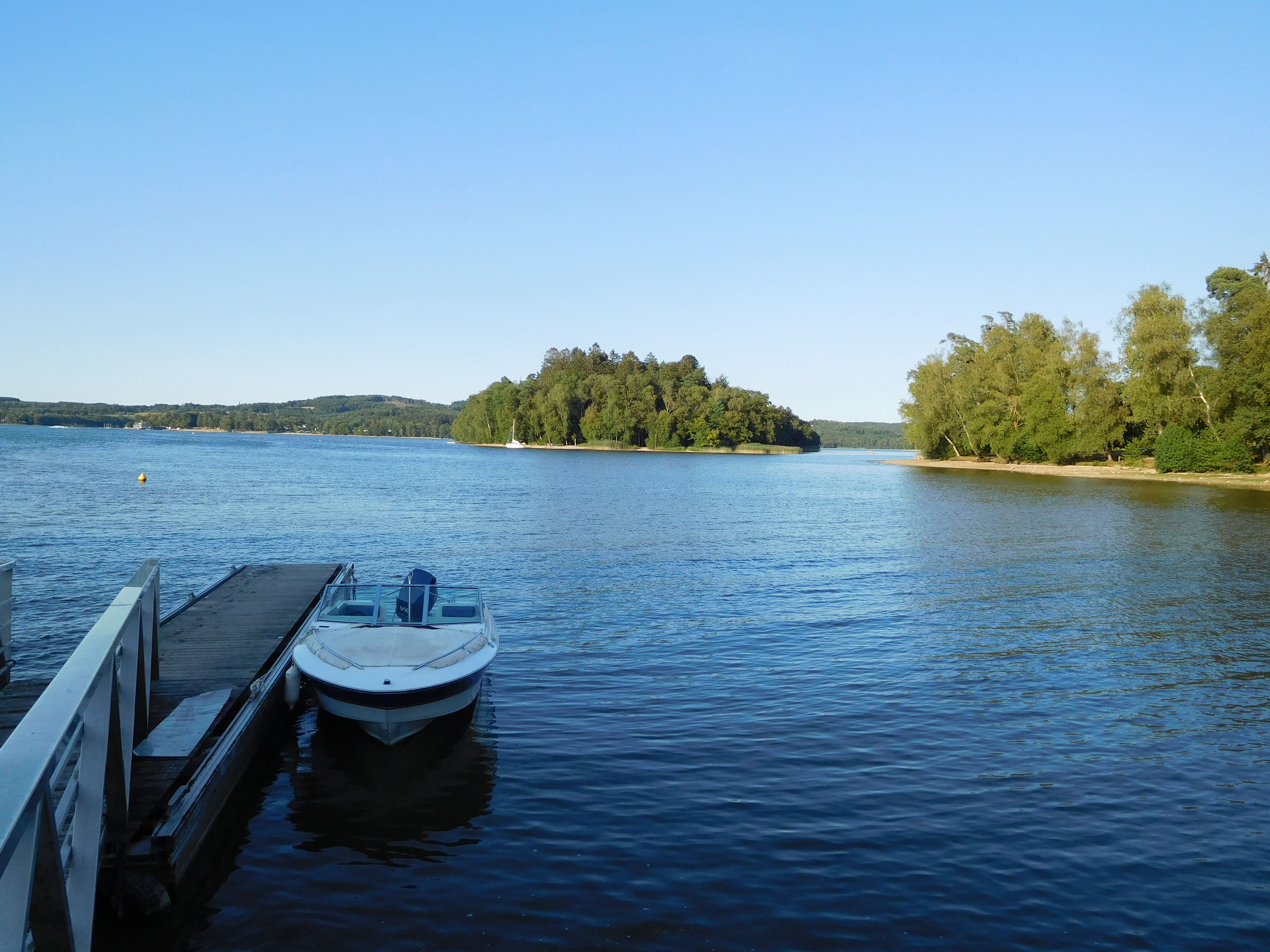
Lac des Settons
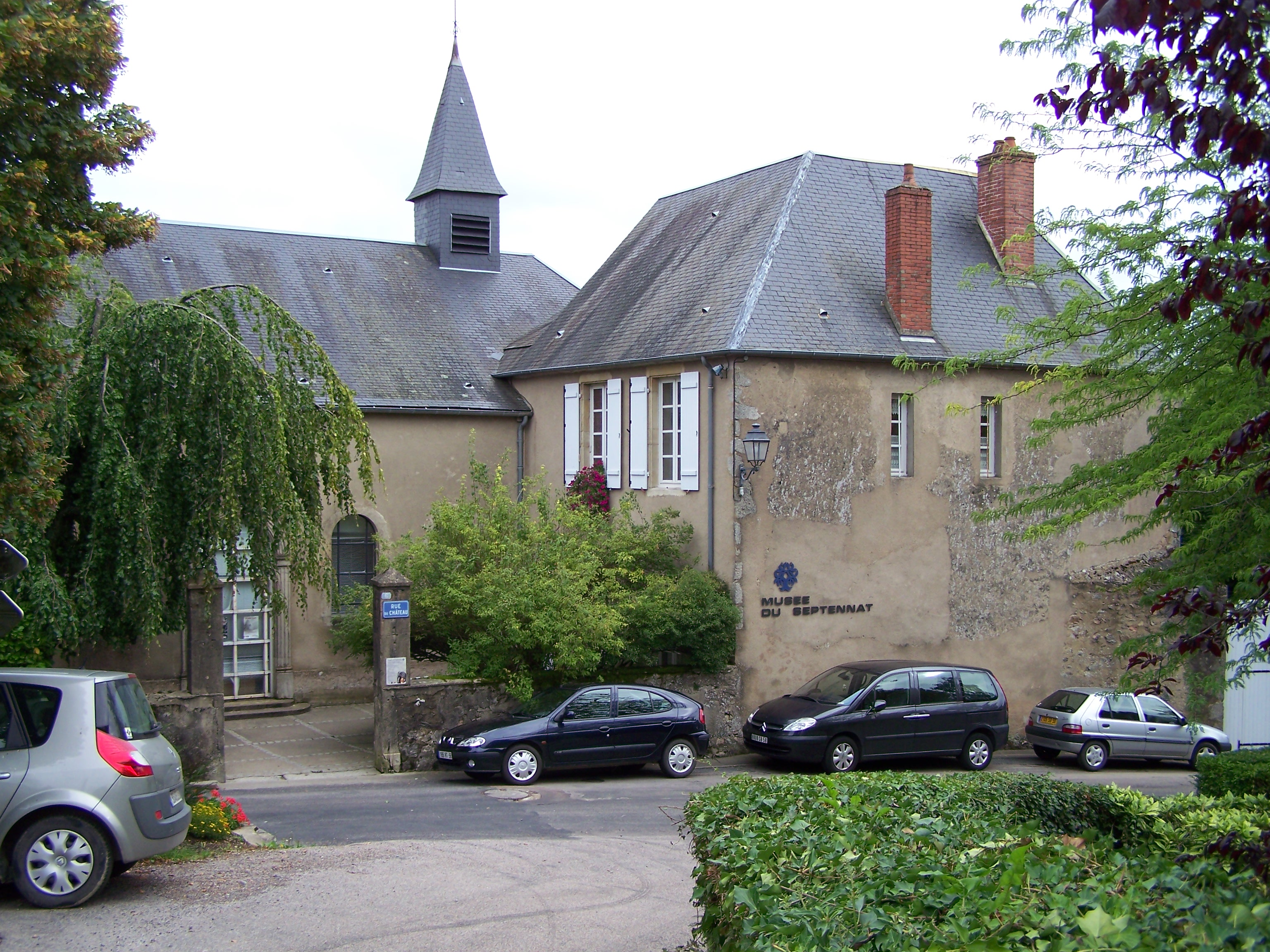
Musée du septennat
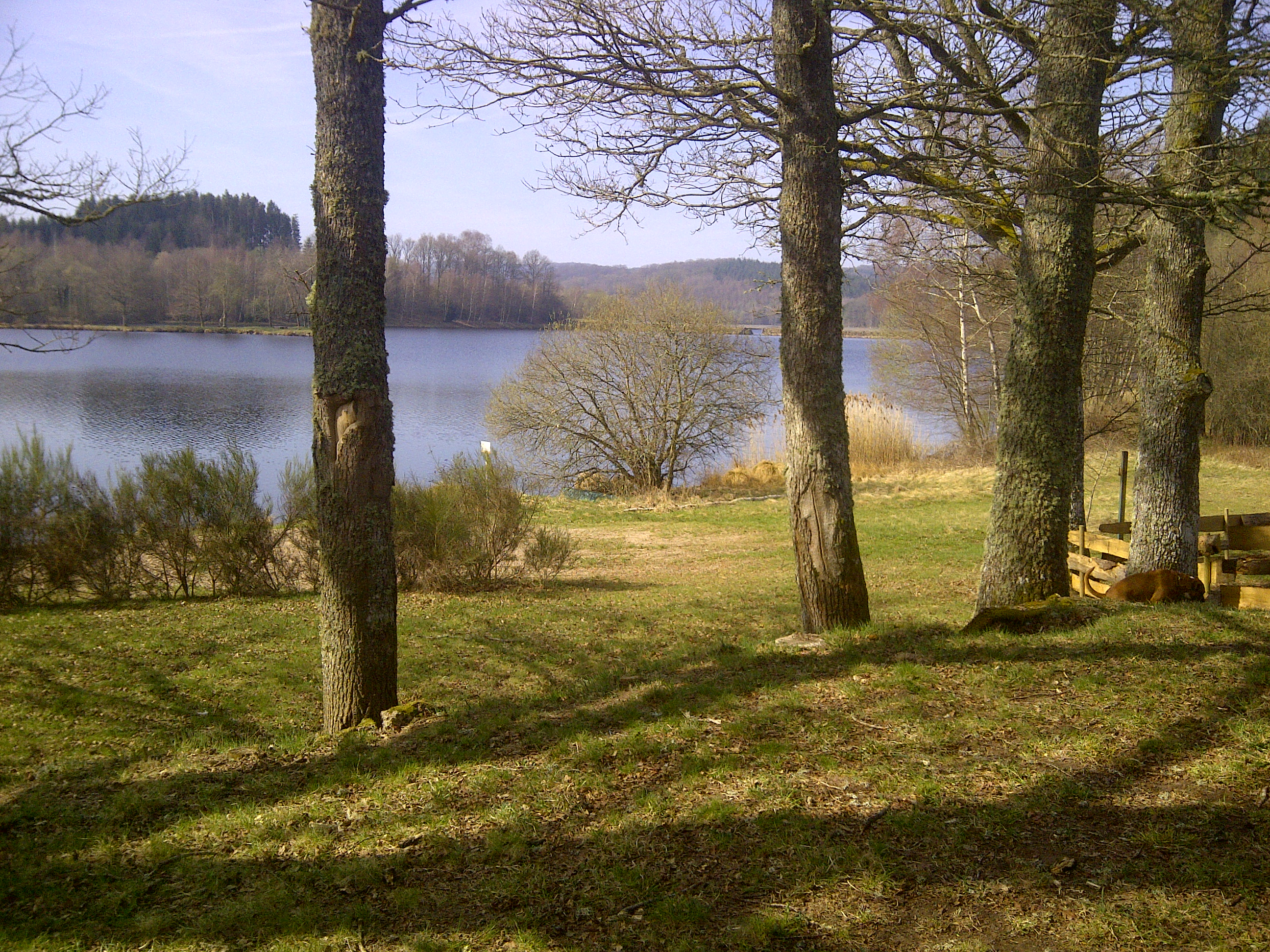
lac de Camboux
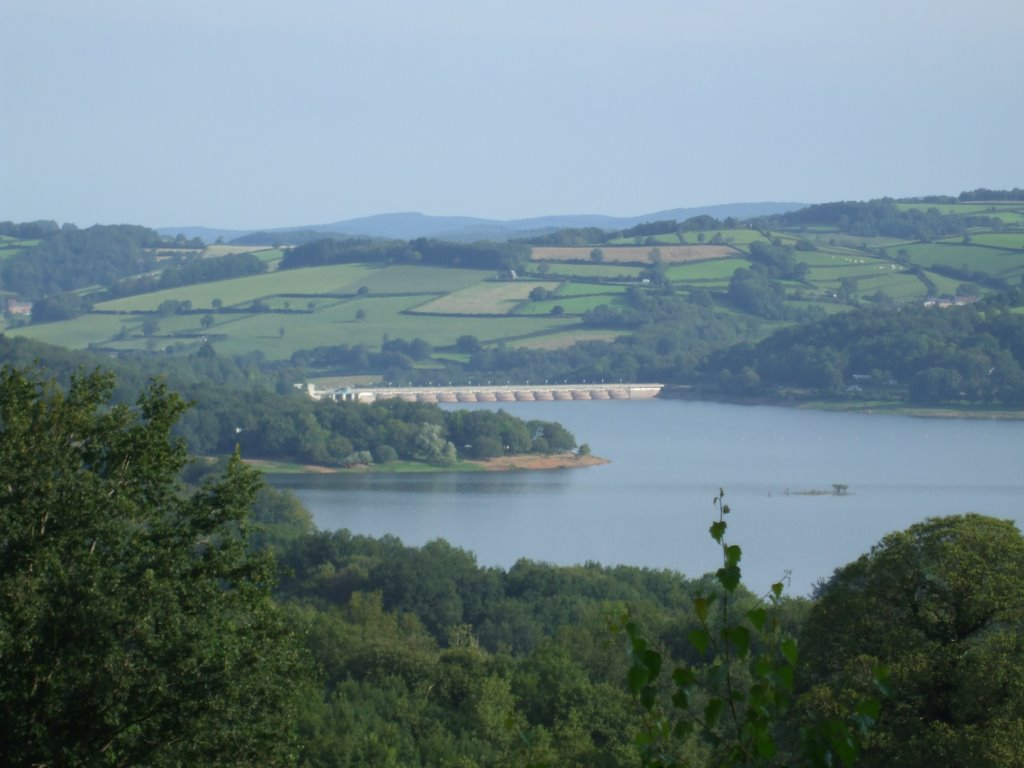
Lac de Pannecière
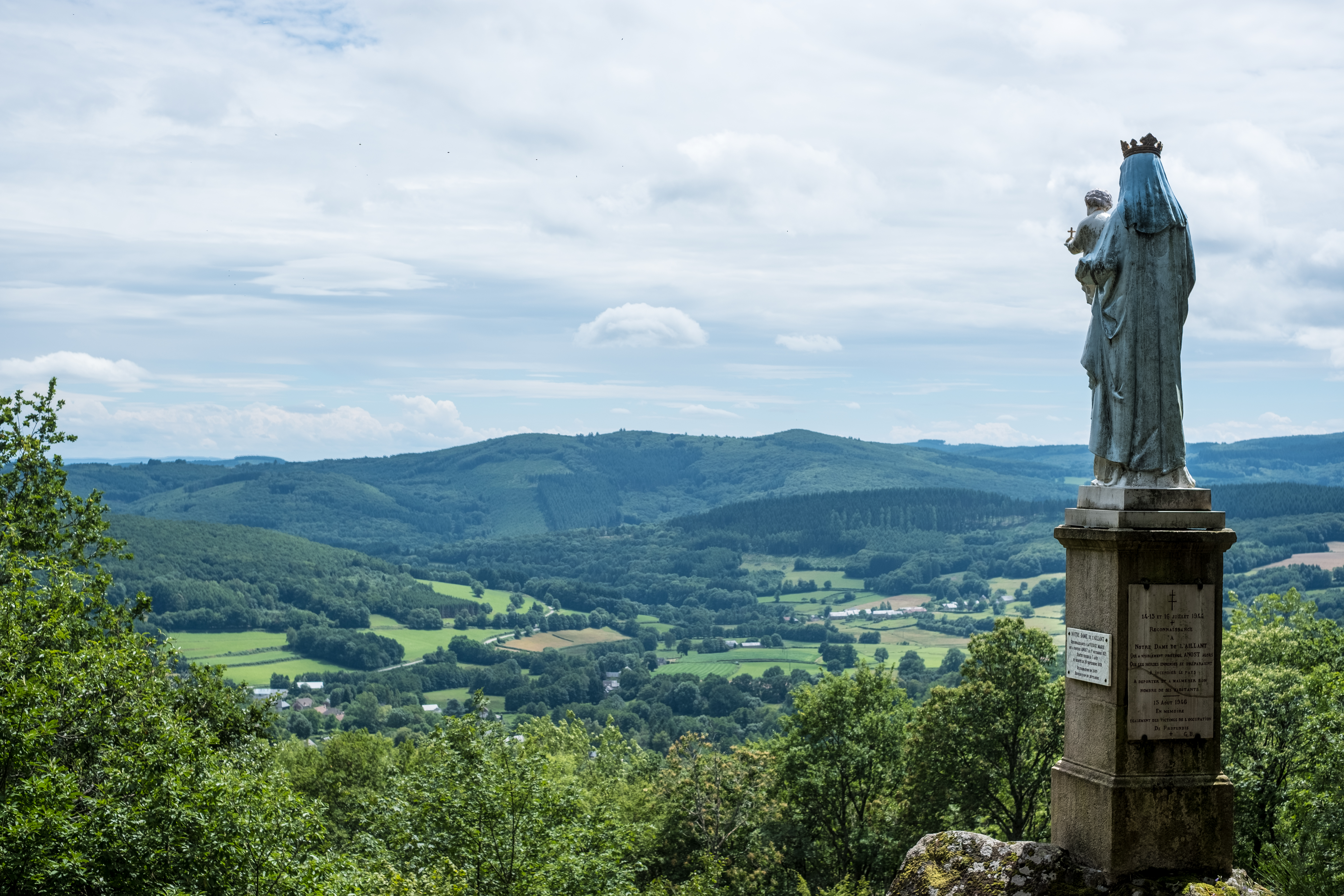
Vue d'Anost

#### Département de Saône-et-Loire
172 km traversent la Saône-et-Loire de Cussy-en-Morvan à Bourbon-Lancy. 
Anost - La Grande-Verrière, 50,92 Km. Le massif du Haut Folin est, à 901 m, le point culminant du massif du Morvan et le point le plus élevé de la Saône-et-Loire. 
La Grande-Verrière - Toulon-sur-Arroux, 59,26 km. La Grande Verrière est riche de plusieurs chateaux : le château du Vouchot est un château du XIIe siècle, le château de Vautheau,  château fort est en ruine.  
Variante Sud Morvan (Par Luzy (Nièvre), 48,55 km. Ce tronçon permet d'accéder au Mont Beuvray et à la ville fortifiée gauloise de Bibracte fondée au IIe siècle.
Liaison Autun - La Tagnière, 40,72 km. Autun, une des capitales chrétiennes romaines, est une ville d'histoire qui a conservé de nombreuses traces antiques  (enceintes, théâtre romain, amphithéâtre), et médiévales (cathédrale Saint-Lazare). 
Toulon-sur-Arroux - Bourbon-Lancy, 47,92 km. Le vieux pont de Toulon-sur-Arroux, le « pont du Diable », a treize arches, il date de 1140, et traverse la petite rivière de l'Arroux. Bourbon-Lancy est connue depuis l’Antiquité pour ses eaux thermales, quartier historique, musées, châteaux sont lieux et monuments remarquables. 

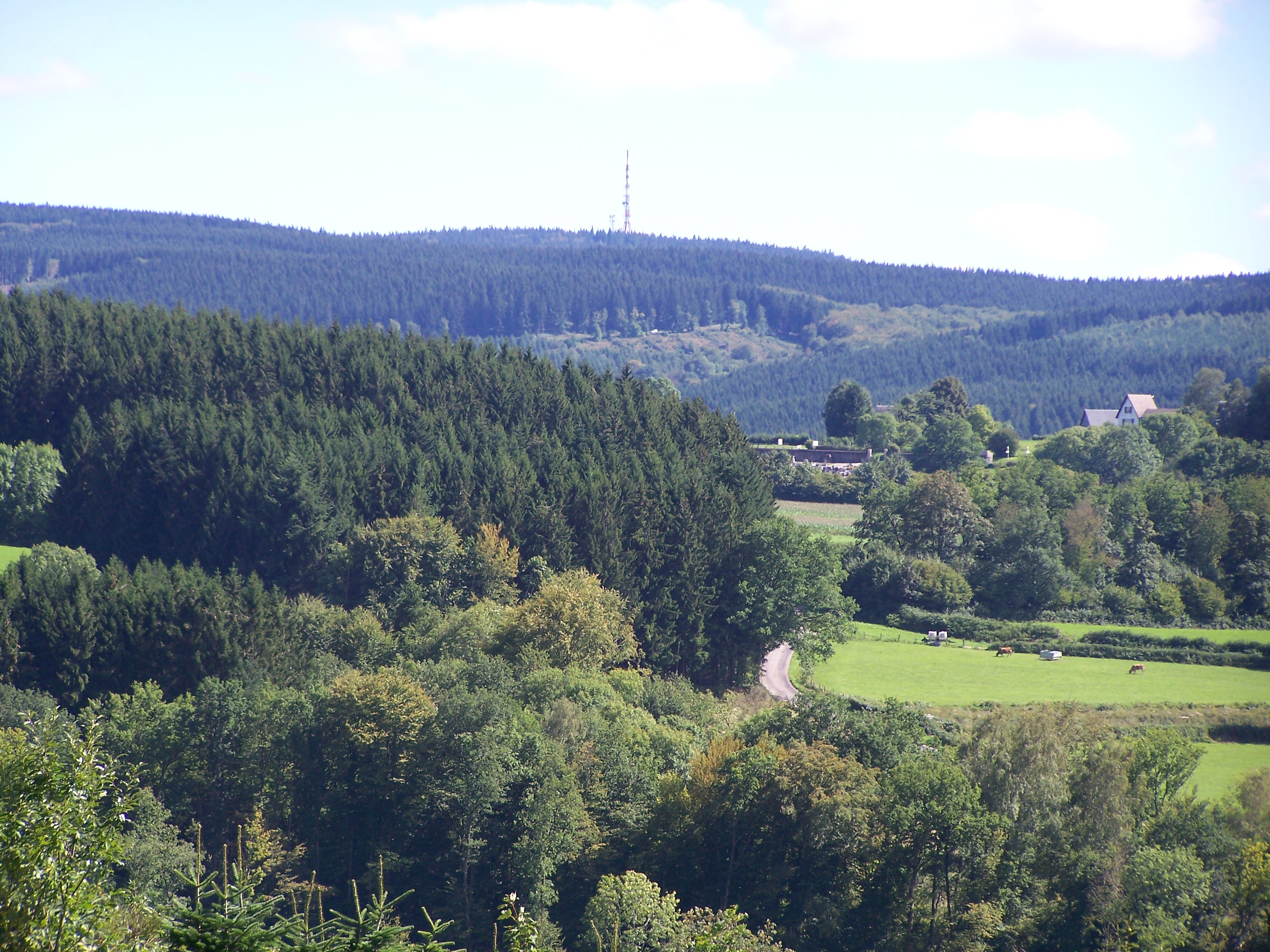
Le Haut-Folin
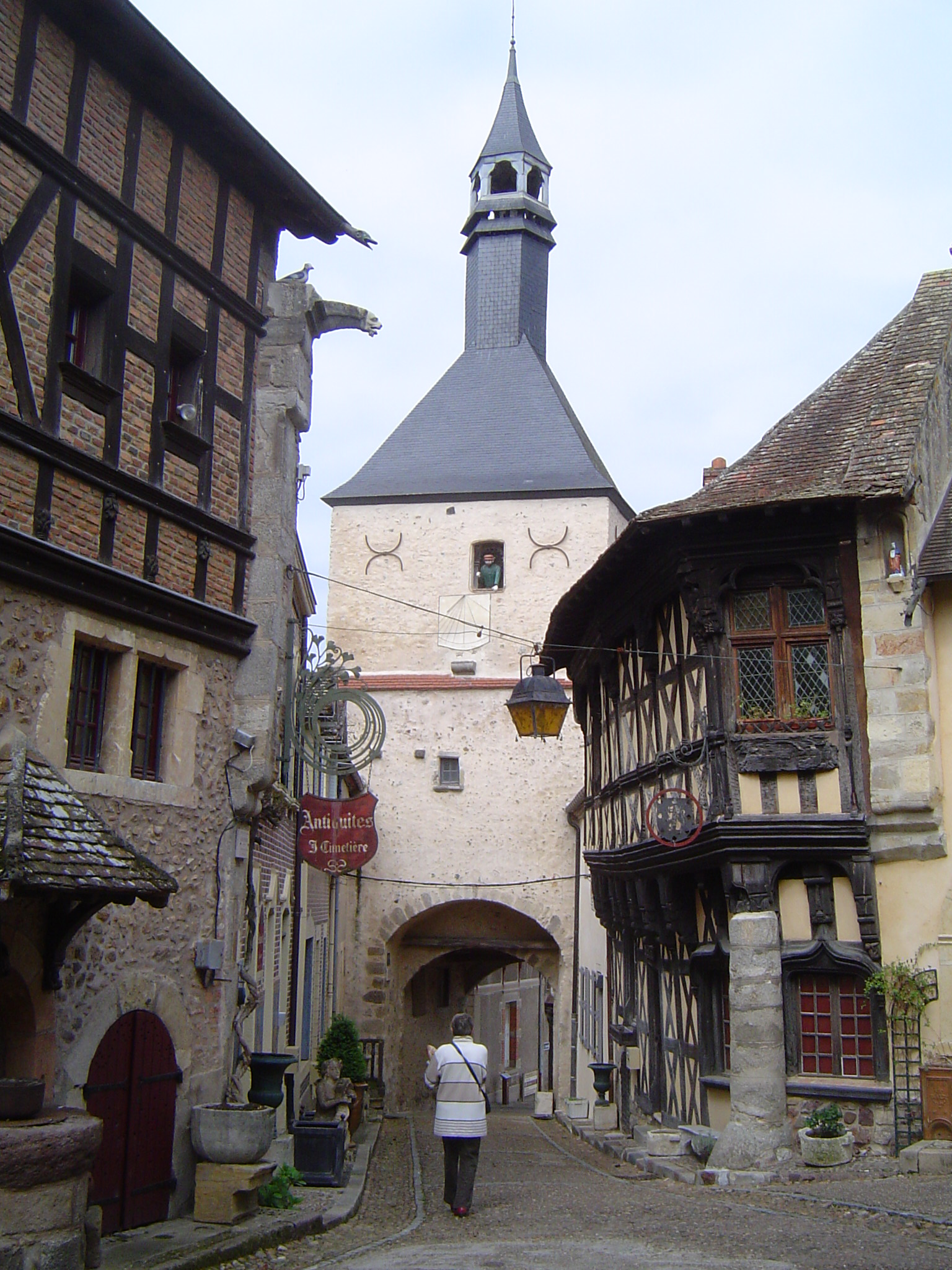
Bourbon-Lancy
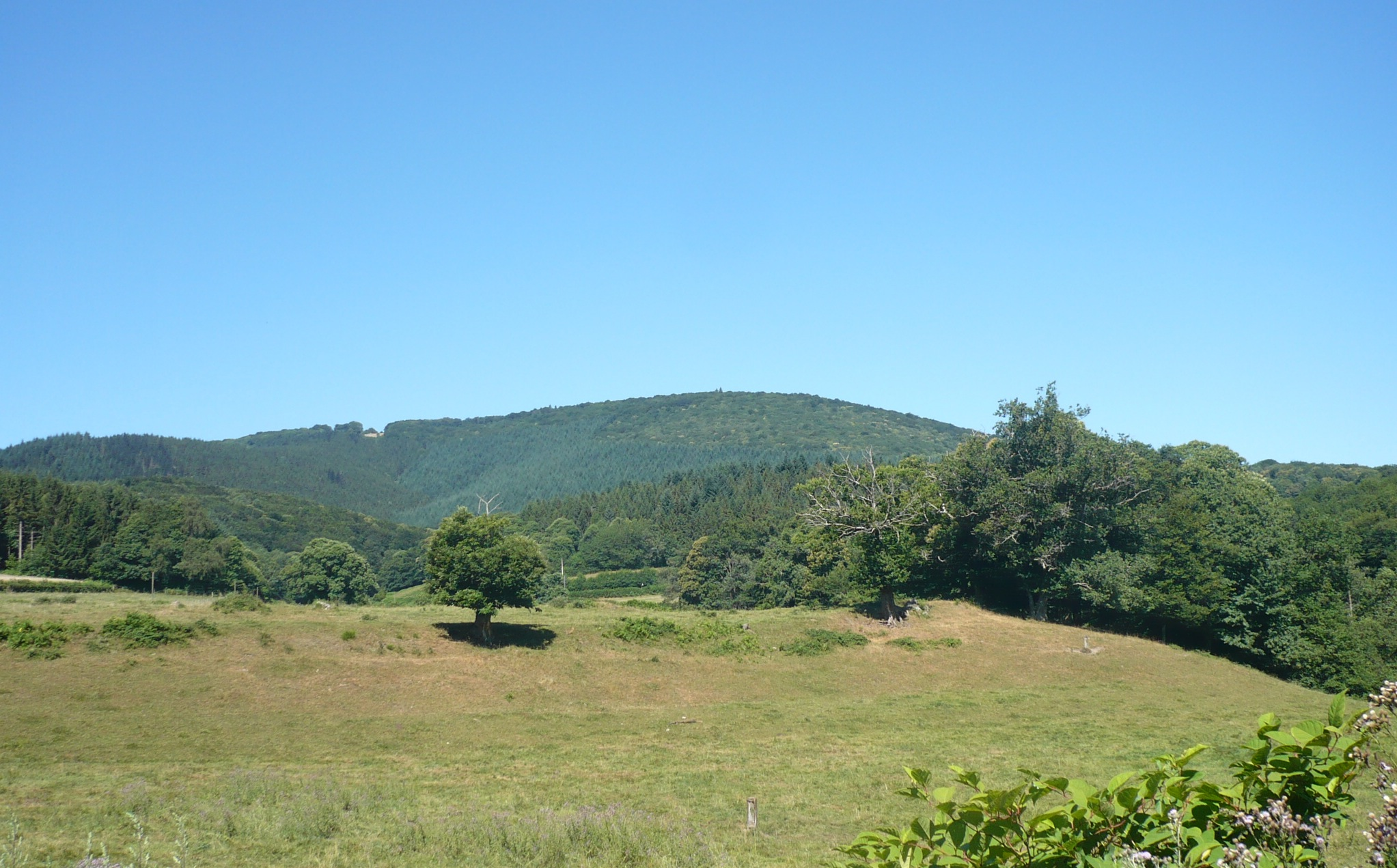
Mont Beuvray
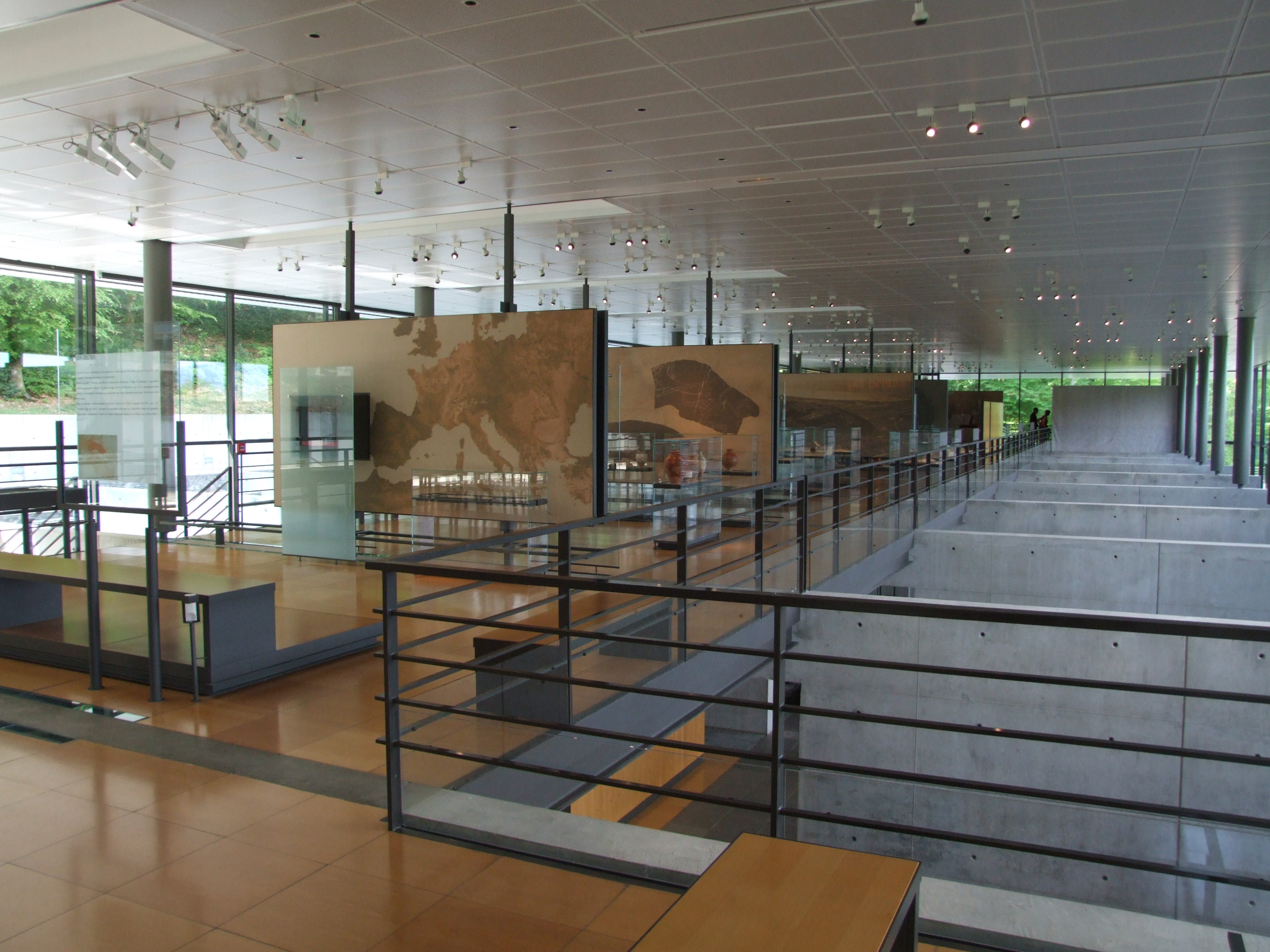
Musée de Bibracte
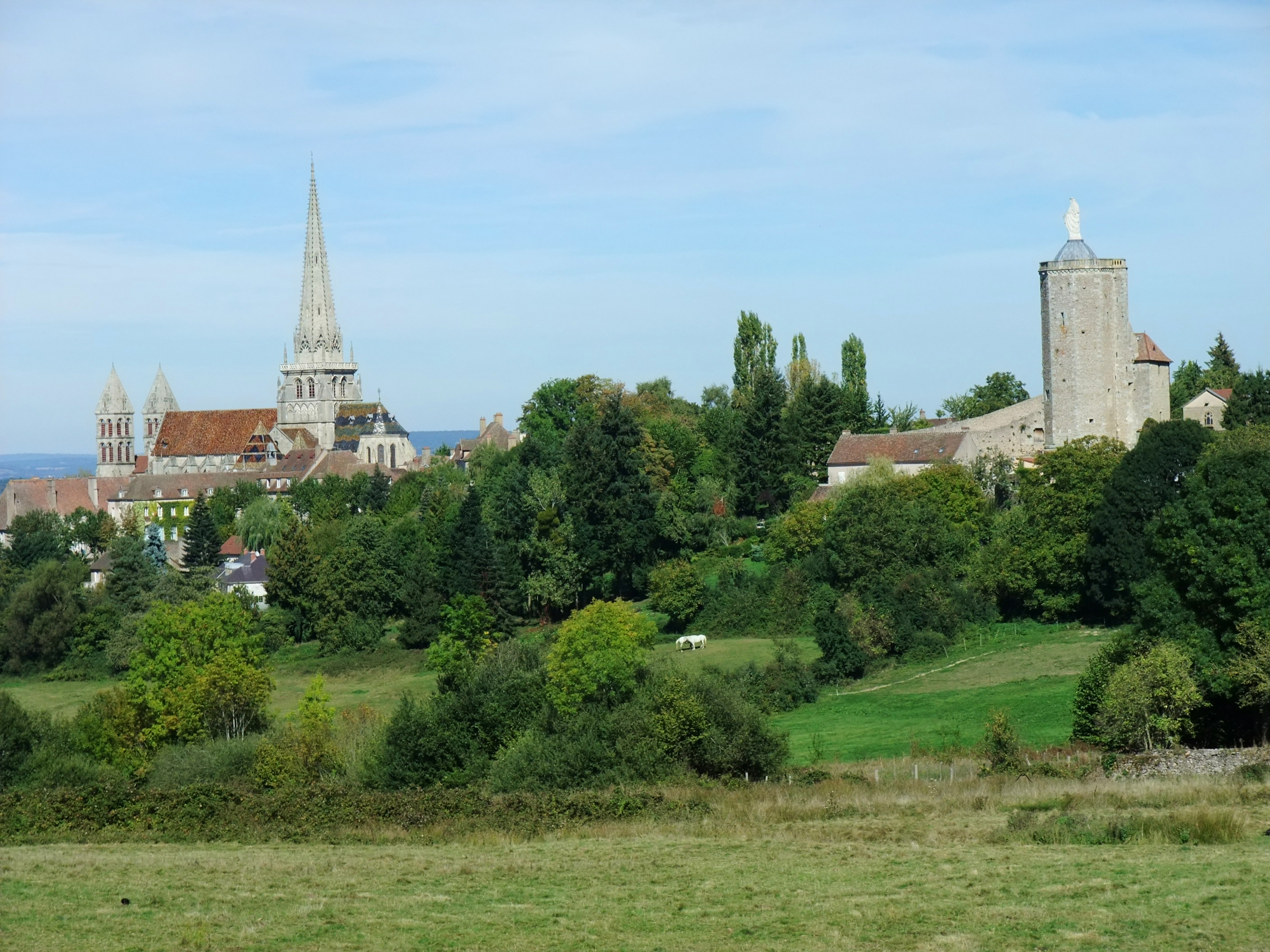
Cathédrale d'Autun et Tour des Usrsulines
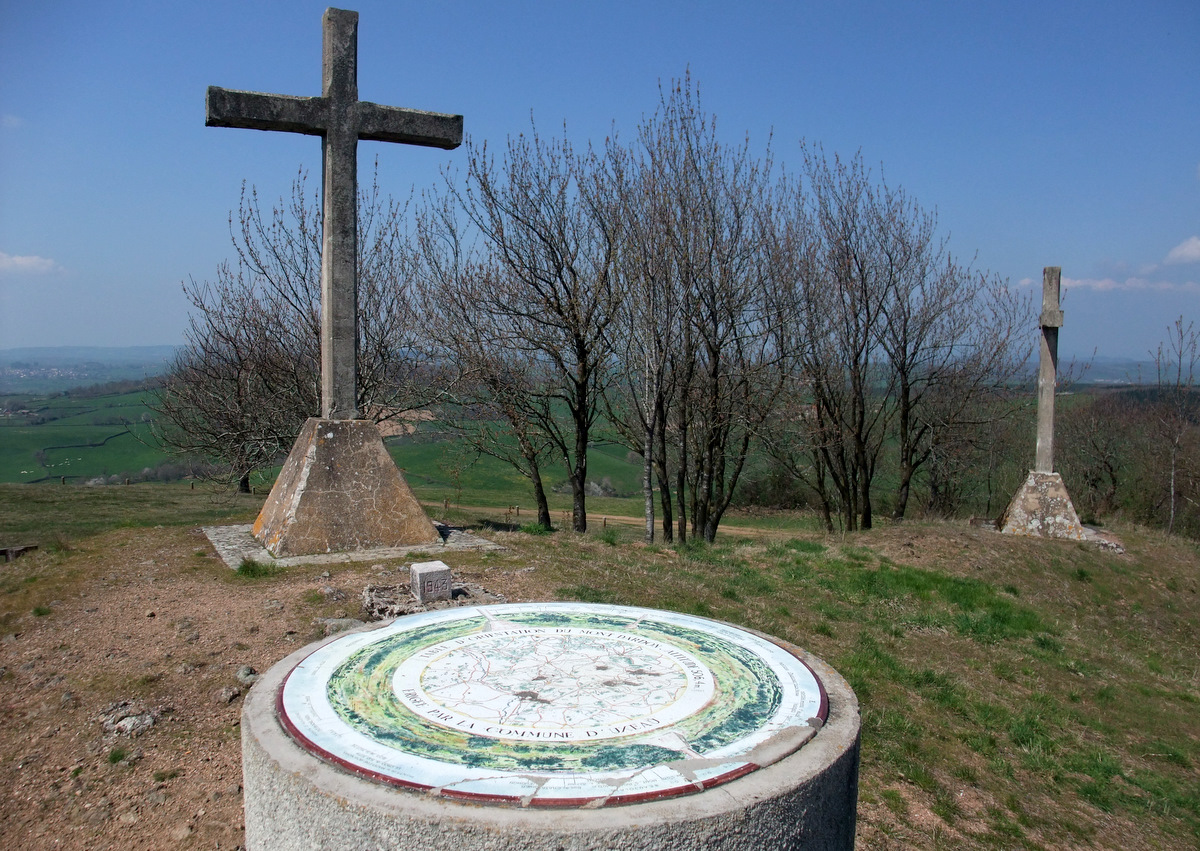
Mont Dardon (Uxeau)

### En région Auvergne-Rhône-Alpes

Les pays d'Auvergne

#### Département de l’Allier
Bourbon-Lancy - Moulins, 77,85 km. Cette étape permet de longer la Loire puis, en traversant la  Sologne bourbonnaise, de rejoindre l'Allier.  Moulins est la capitale historique du Bourbonnais et s'étend le long de l'Allier. La tour Jacquemart est un vestige de l'ancienne enceinte. Le chœur de la cathédrale de Moulins est de style gothique flamboyant du XVe siècle  en grès jaune orangé.
Moulins - Chantelle, 64,87 km. Après avoir traversé  la forêt de Moladier, longé les bords d’Allier, parcouru le vignoble de Saint-Pourçain, arrivée à Chantelle où l'Abbaye Saint-Vincent est édifiée sur un éperon rocheux surplombant les gorges de la Bouble, affluent de la Sioule.
Chantelle - Riom, 58,02 km. Après le beau village de Charroux, le tracé de l'étape permet de longer la Sioule puis de découvrir des panoramas de volcans avant d'arriver dans la plaine de la Limagne.

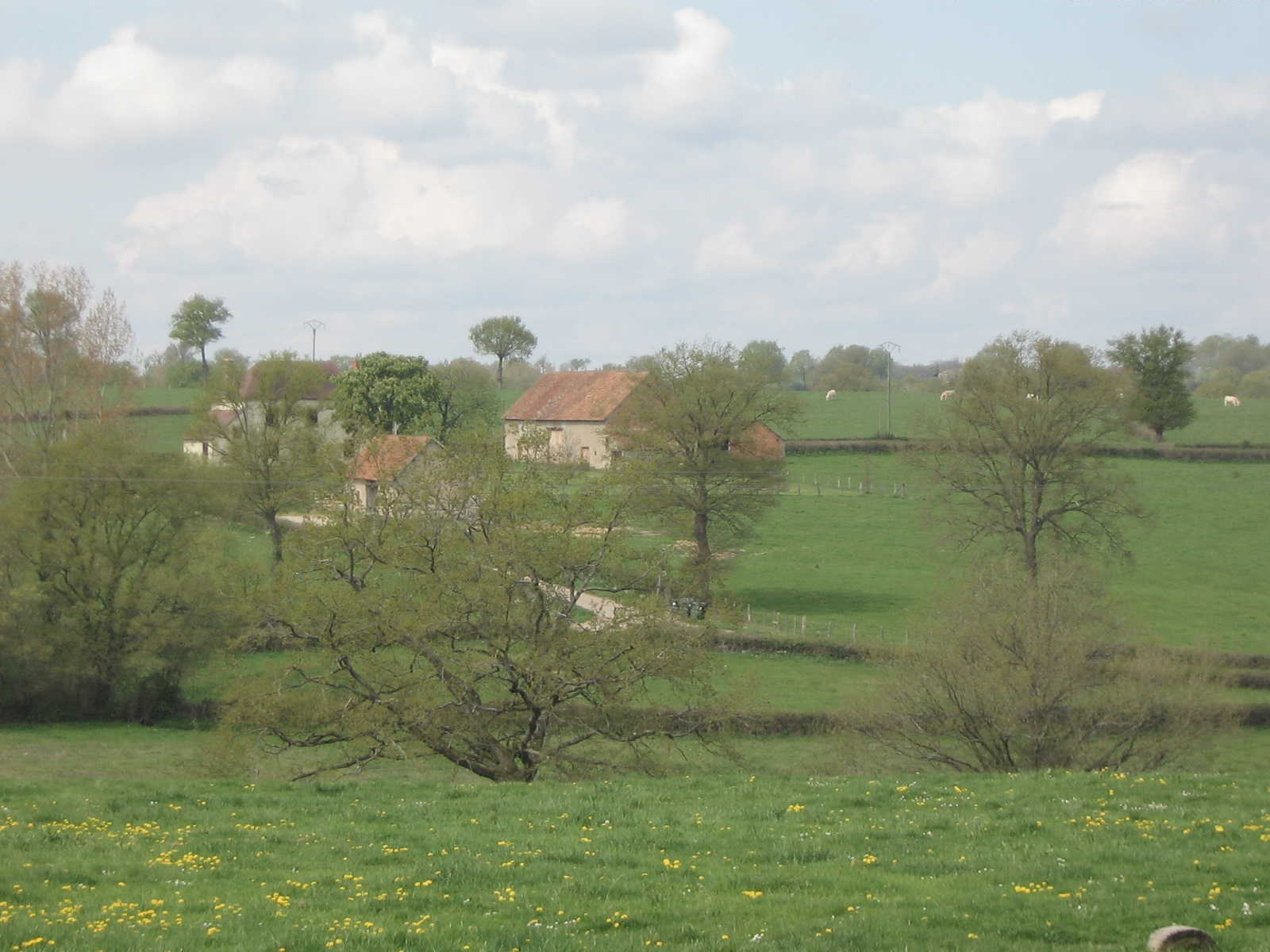
Sologne bourbonnaise
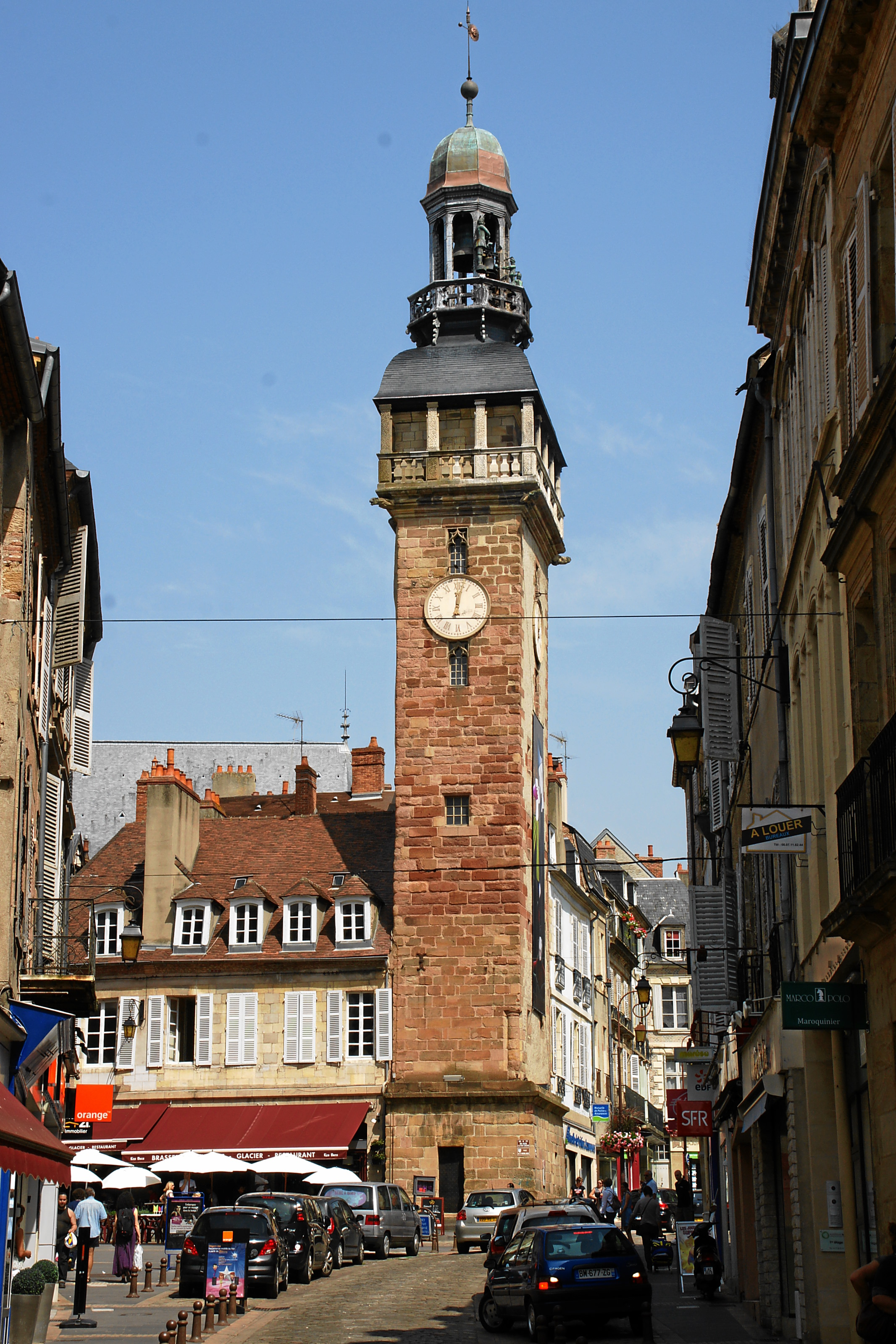
Tour Jacquemart à Moulins
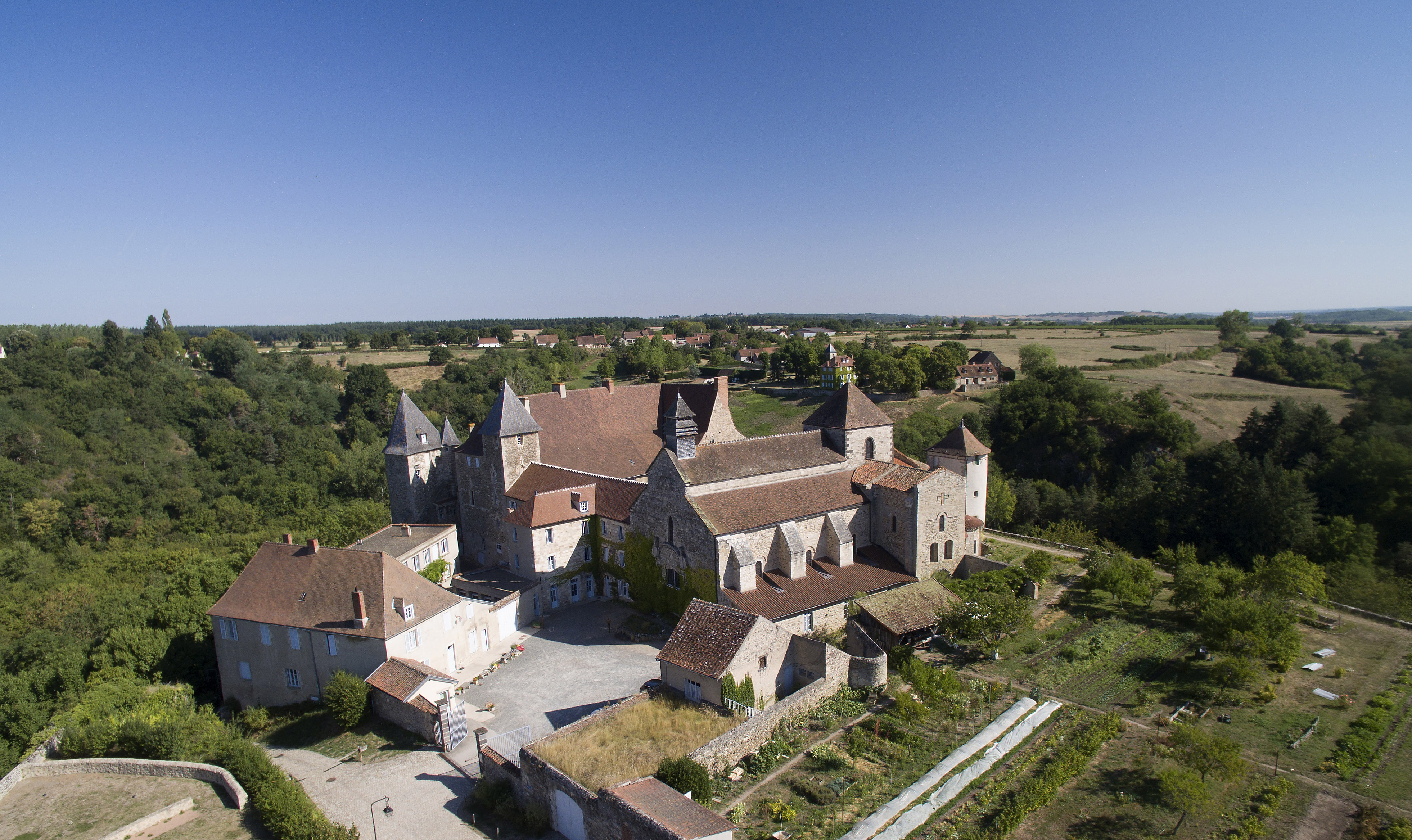
Abbaye de Chantelle
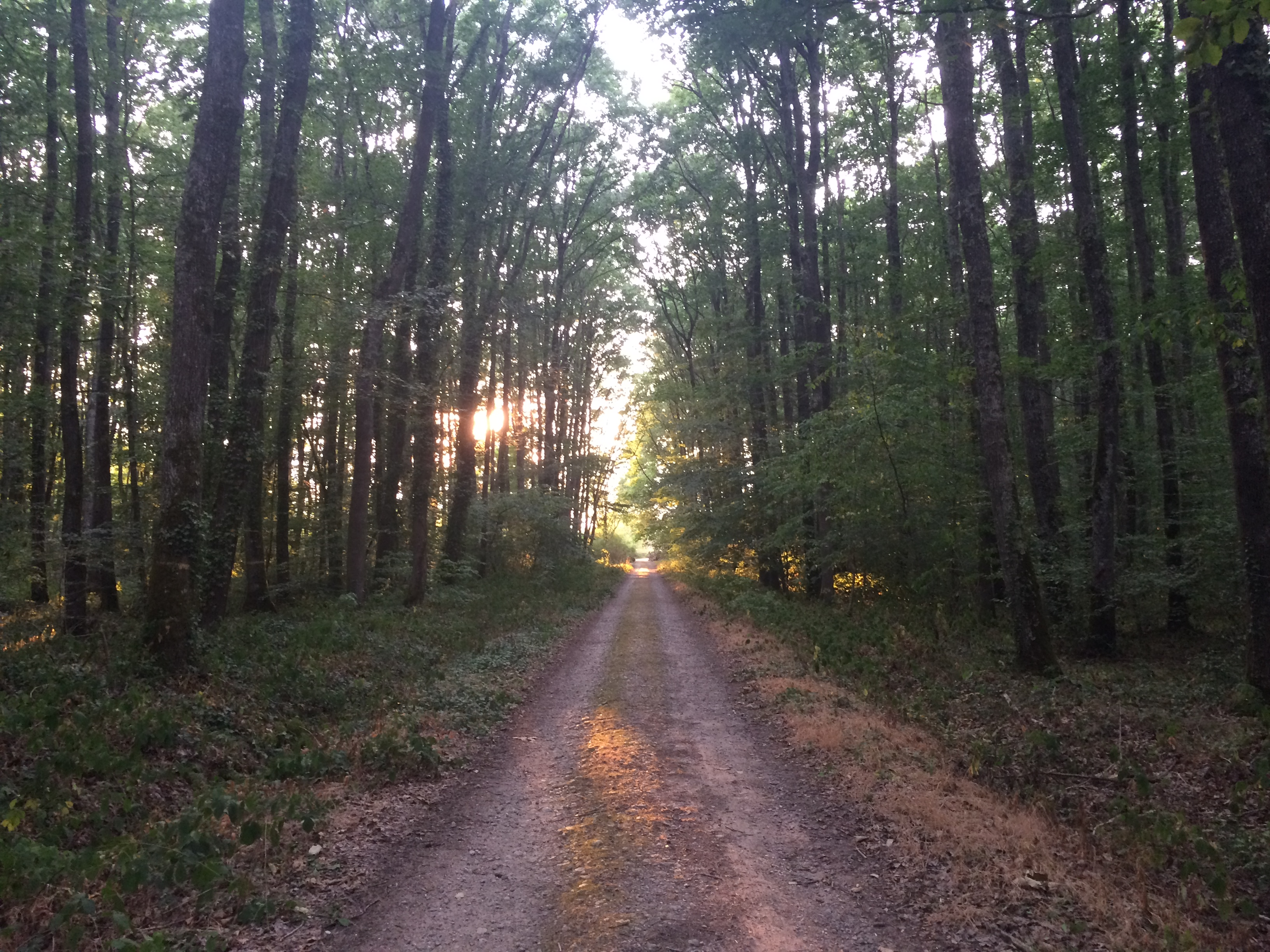
forêt de Moladier

#### Département du Puy-de-Dôme
Riom - Clermont-Ferrand, 26,19 km. Riom est une capitale historique et culturelle de l'Auvergne. Le centre ancien est particulièrement riche : La tour de l'Horloge est l'ancien beffroi de la ville, l'Hôtel de ville construit vers 1510, l'Hôtel Arnoux de Maison rouge, la Sainte-Chapelle, construite à la fin du XIVe siècle pour Jean de Berry. L'étape permet de rejoindre celle qui a supplanté Riom : Clermont-Ferrand en passant par Marsat, Chateaugay, le col de Bancillon.
Clermont-Ferrand - Volvic, 19,56 km. La chaîne des Puys (ou monts Dôme) est un ensemble de 80 volcans s'étirant sur plus de 45 km faisant partie des volcans d'Auvergne, au sein du parc naturel régional des volcans d'Auvergne. La chaîne des Puys est inscrite, depuis 2018, sur la liste des sites naturels du patrimoine mondial de l'UNESCO.
Volvic - Laschamps (commune de Saint-Genès-Champanelle), 37,15 km. Ce parcours est au  cœur de la Chaîne des Puys. Passage par  Le Puys Chopine, volcan de la Chaîne des Puys qui se situe sur la commune de Saint-Ours-Les-Roches. Ce volcan a la particularité de se trouver à l’intérieur d’un autre volcan : Le Puy des Gouttes. Arrivée à Laschamps, village de la commune de Saint-Genès-Champanelle, situé  au pied du Puy-de-Dôme, à 967 m d’altitude.  
Laschamps - Murol, 44,22 km. L'itinéraire conduit d'abord à Orcival qui  possède un des joyaux de l'art roman auvergnat : La basilique Notre-Dame d'Orcival. C'est ensuite l'accès au massif du Sancy. L'arrivée à Murol est précédée de la découverte du lac Chambon, lac peu profond, de 60 ha, situé à 875 m d'altitude, formé par le volcan le Tartaret qui a obstrué le lit de la Couze Chambon. 
Murol - Saint-Alyre-ès-Montagne, 40,17 km. Après le départ de Murol et de son château, construit au XIIe siècle et modernisé au XVIe siècle l'itinéraire permet de découvrir le village médiéval de Besse. C'est ensuite l'accès au massif du Cézallier, plateau volcanique situé entre les monts Dore et les monts du Cantal. La réserve naturelle nationale des sagnes de La Godivelle, réserve naturelle nationale, de 24 hectares de tourbières et de divers habitats naturels de zone humide, sur la commune de La Godivelle, précède l'arrivée au hameau de Jassy (Saint-Alyre-ès-Montagne).
Saint-Alyre-ès-Montagne - Chalinargues, 40,11 km. Le parcours conduit, depuis Jassy, au col du Mont Chamaroux, à 1 291 m d'altitude, puis jusqu’au sommet du plateau à 1 450 m. Après le département du Puy-de-Dôme c'est l'entrée dans le Cantal et village de Pradiers, le site remarquable de La cascade des Veyrines, Allanche et ses églises, le bois de la Pinatelle, massif forestier d'une superficie d'environ 2700 ha.

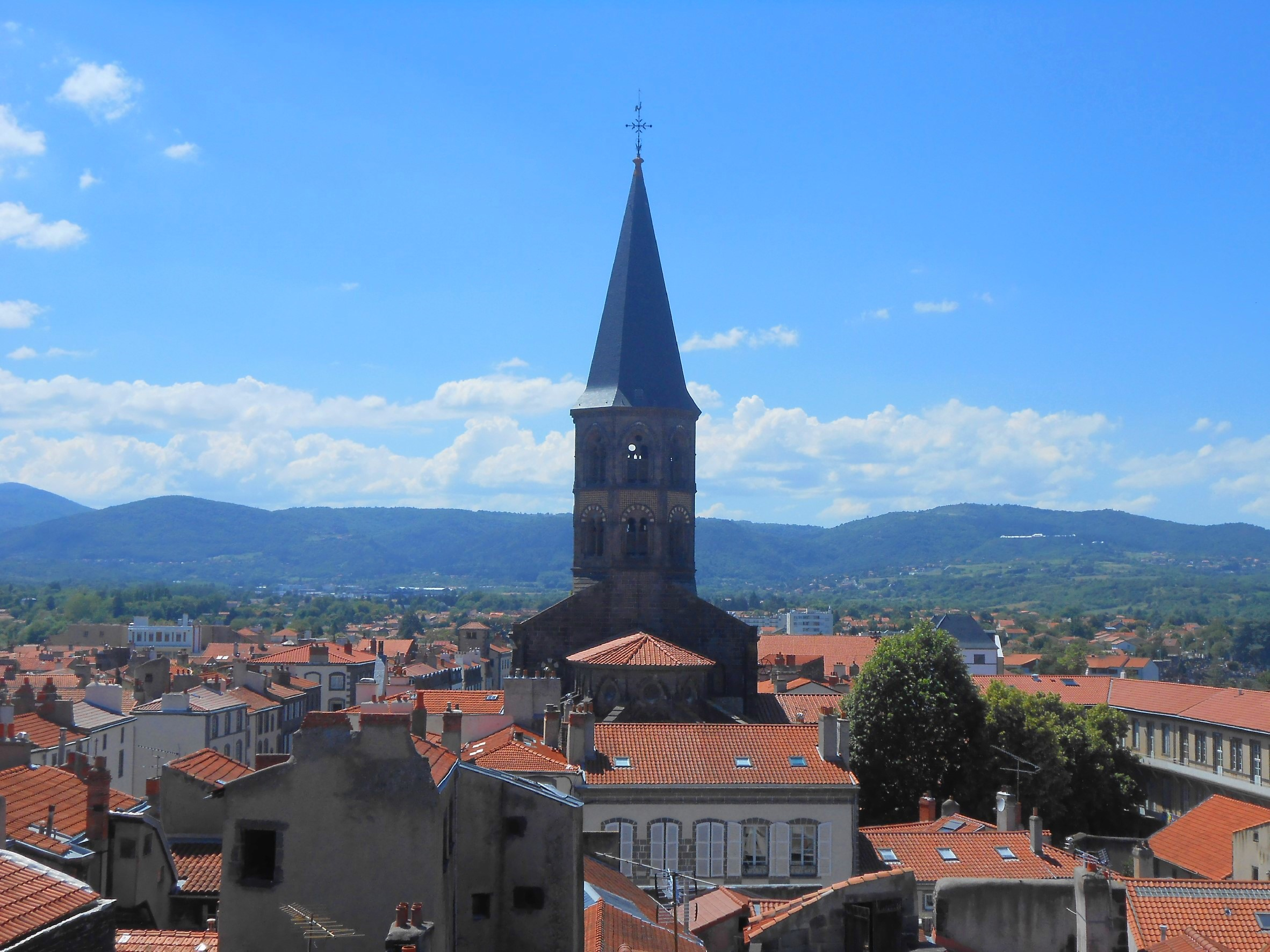
Riom
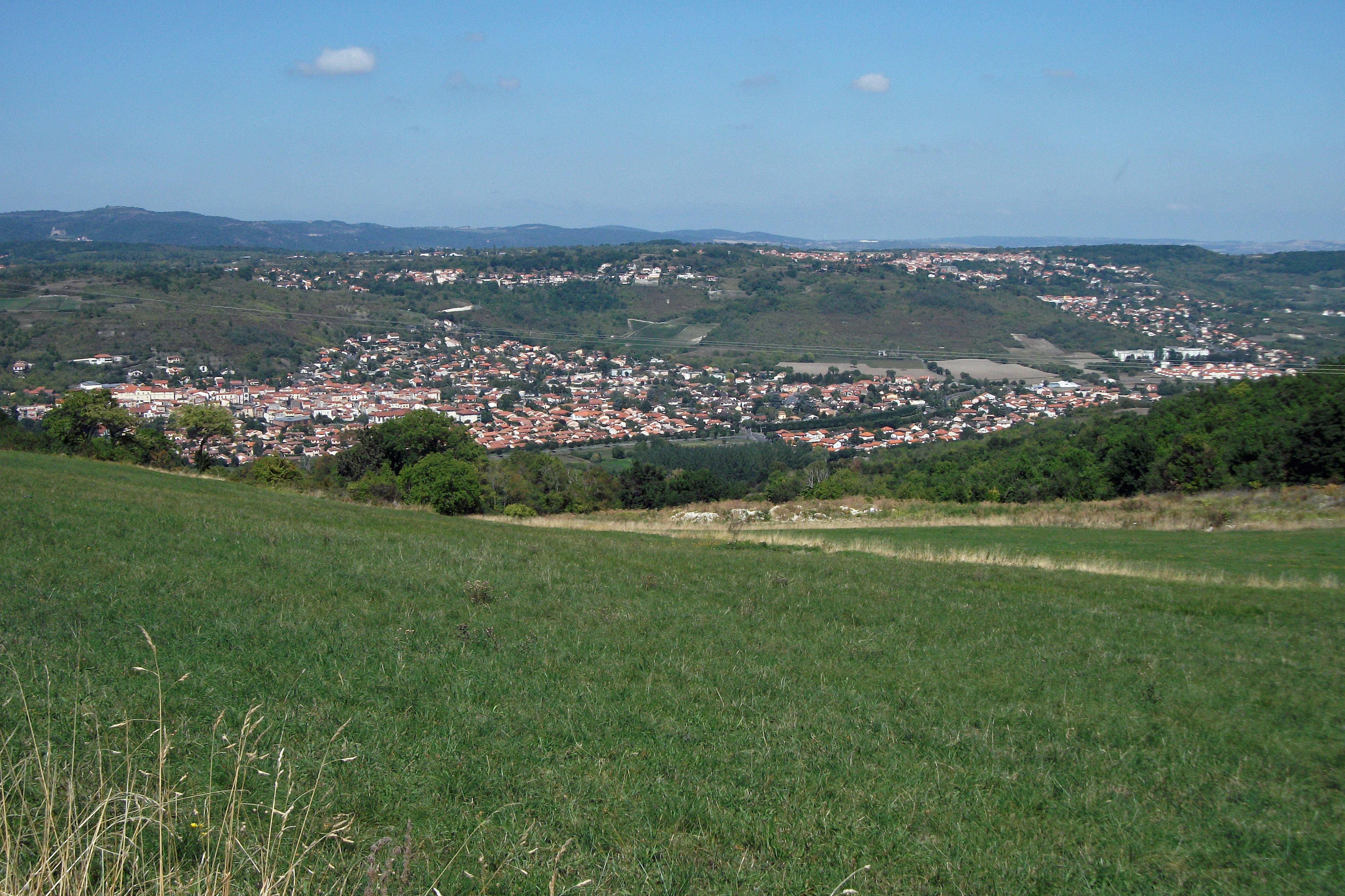
Blanzat, Cébazat et Châteaugay depuis le col de Bancillon
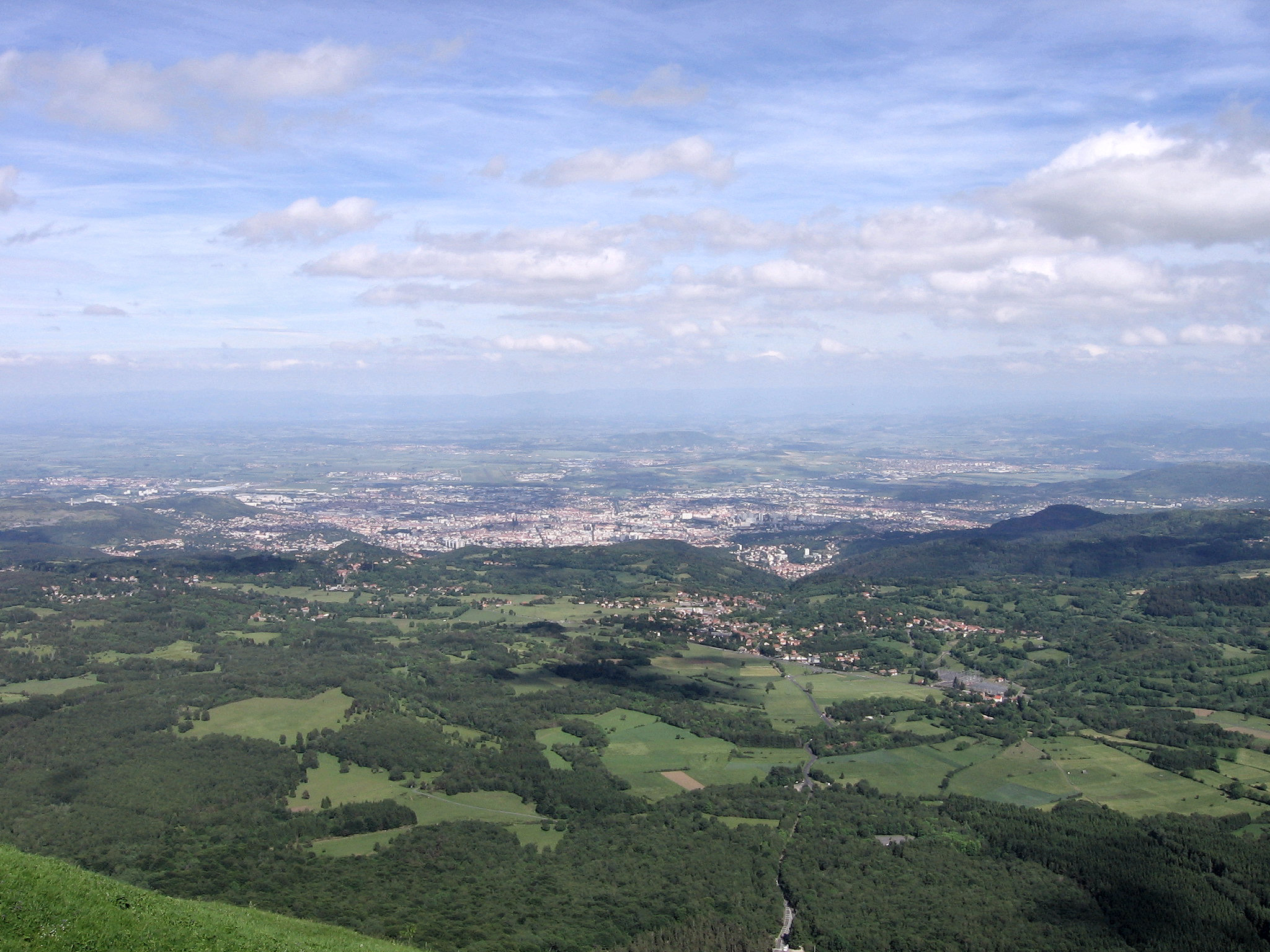
Clermont-Ferrand
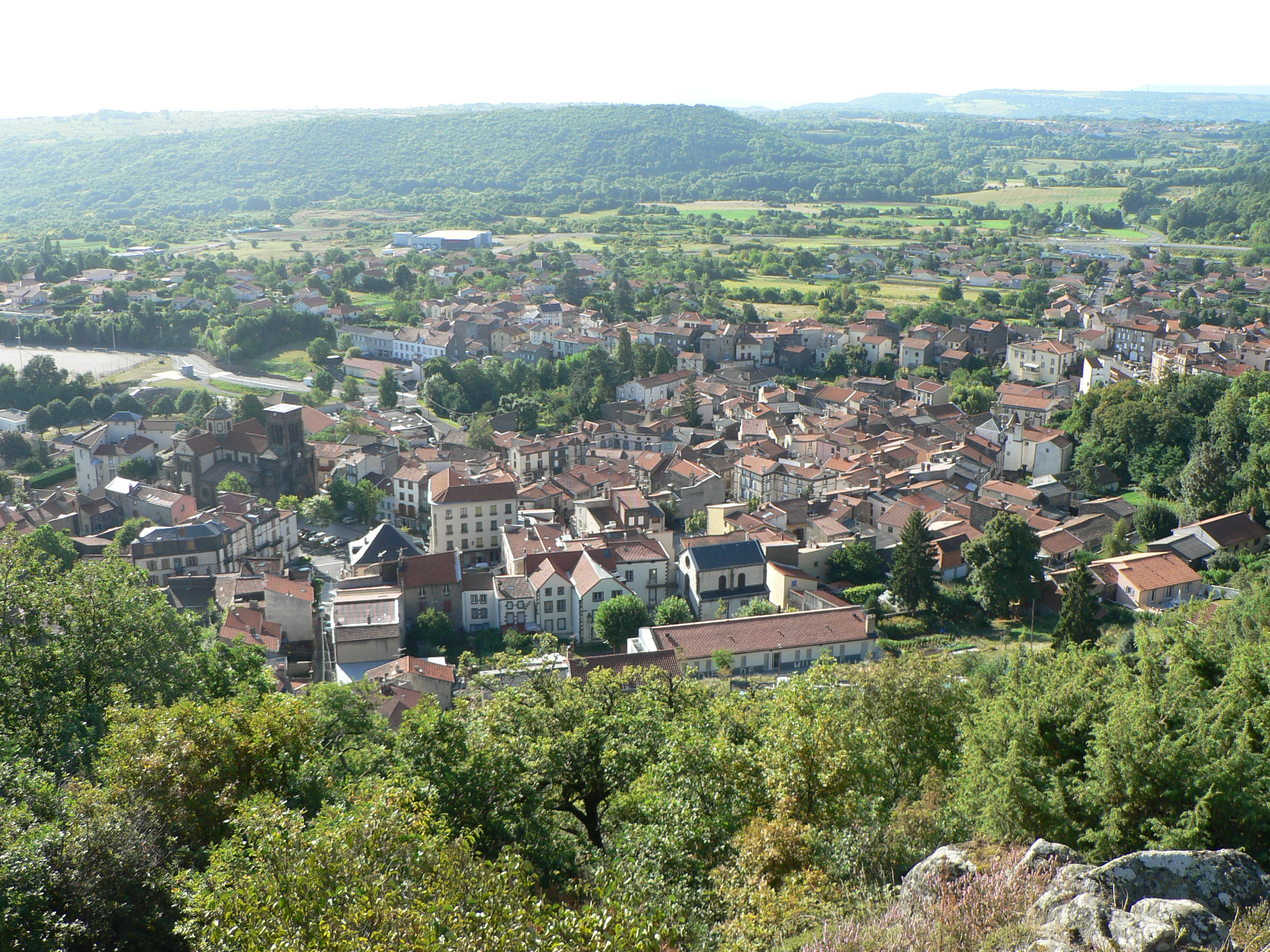
Volvic
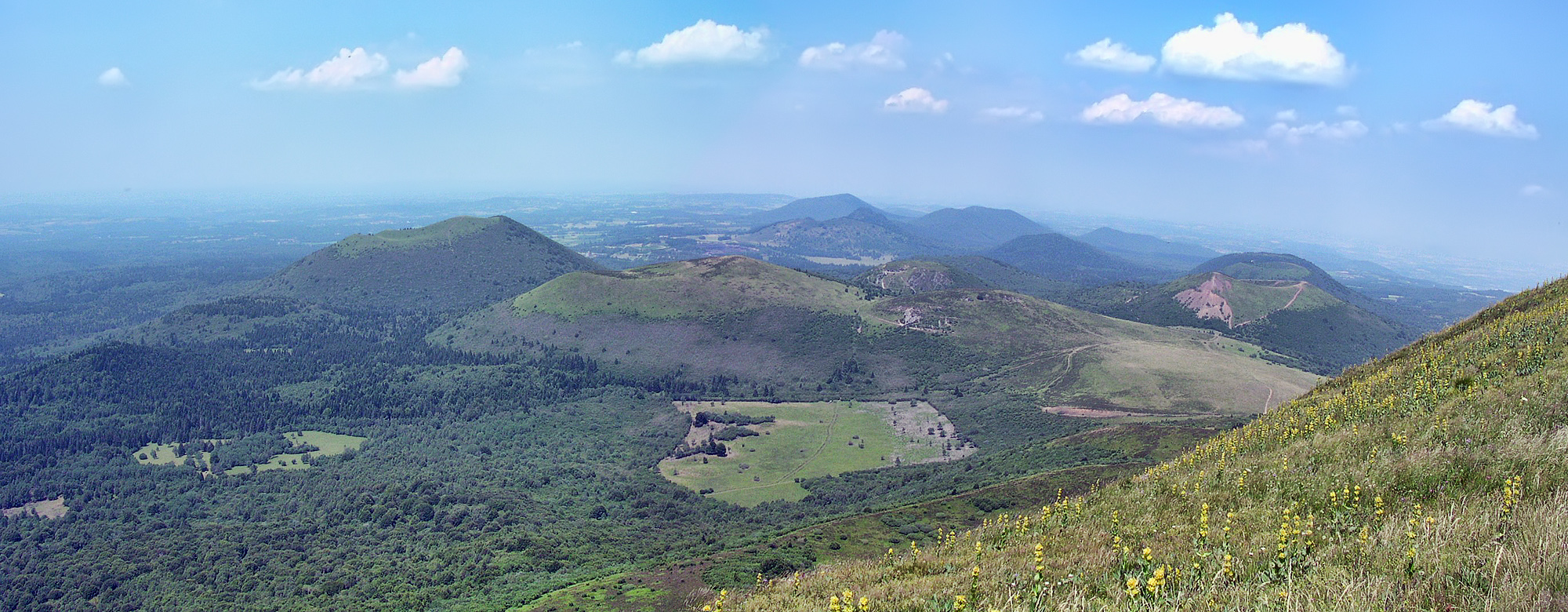
Chaîne des Puys
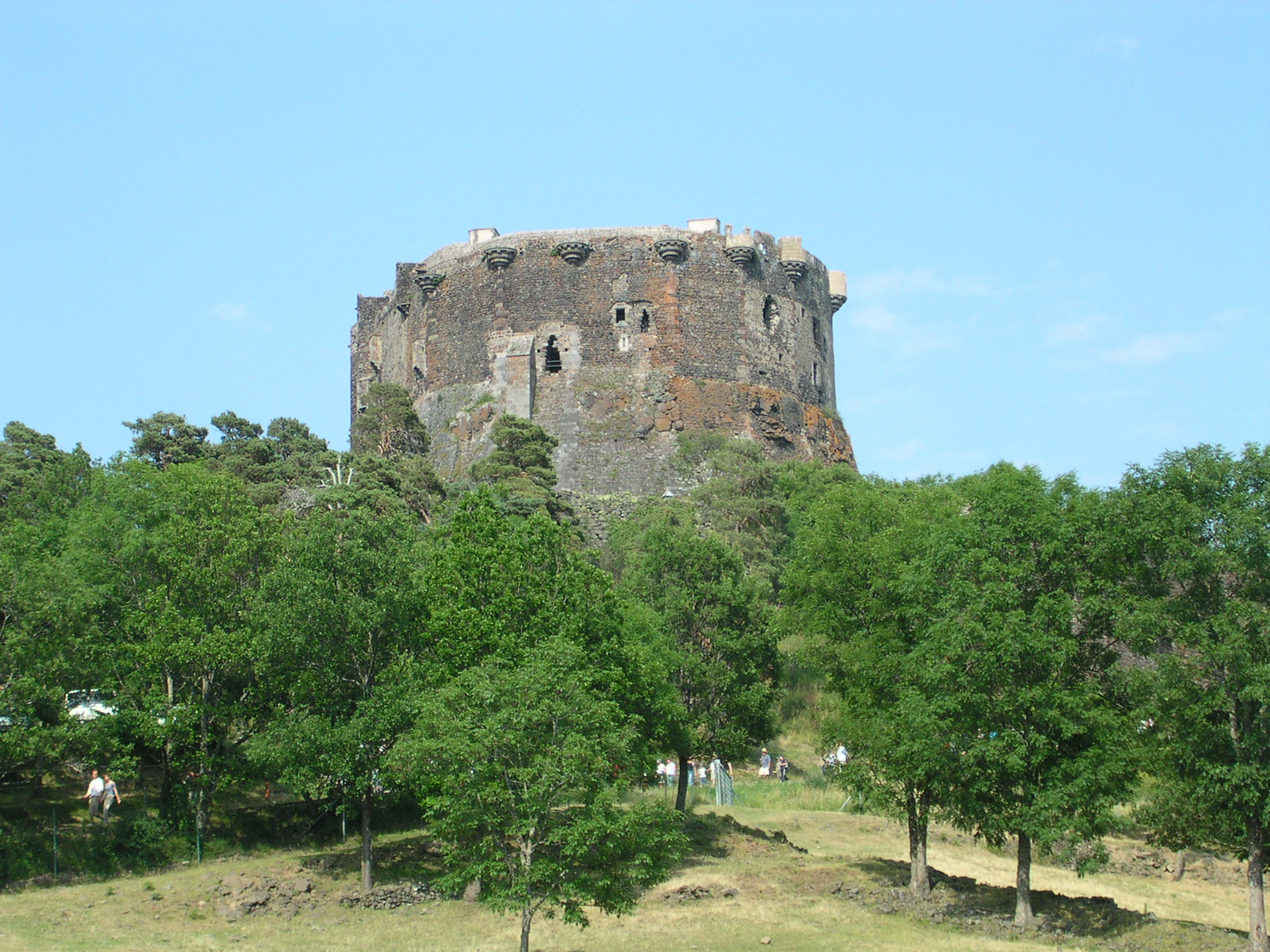
Château de Murol

#### Département du Cantal
Dans le Cantal, 2 itinéraires sont possibles : le principal, en 3 étapes, du nord au sud, est de 100 km, 2200 m de dénivelé
Chalinargues - Ruynes-en-Margeride, 50,71 km. Depuis Chalinargues, l'itinéraire passe à Neussargues, la traversée du  plateau volcanique de la Planèze jusqu’au centre historique de Saint-Flour. Après avoir longé l’Ander, c'est l'arrivée à Ruynes-en-Margeride.
Ruynes-en-Margeride - Domaine du Sauvage, 49,13 km.  Passage au Mont Mouchet, haut lieu de la Résistance. Le Domaine du Sauvage (Haute-Loire)) est situé à 1300 mètres d'altitude, aux portes de la Lozère et accueille notamment les pèlerins engagés sur le chemin de Saint-Jacques de Compostelle.
Variante, plus difficile, Chalinargues - Coltines (par Le Lioran), 61,09 km. L'itinéraire conduit à Murat par le bois de Chavagnac et le plateau de Chastel puis à la station de sports d'hiver de Lioran (commune de Laveissière). Au col des Alpins, à 1 750  près du Plomb du Cantal (1855 m) descente vers la station de sports d'hiver et d'été de Prat de Bouc, puis les passages à Le Ché et Ussel, permettent d'atteindre Coltines et de reprendre l'itinéraire Chalinargues - Ruynes-en-Margeride.

#### Département de la Haute-Loire
Domaine du Sauvage - Baraque des Bouviers (Saint Denis-en-Margeride, en Lozère), 11,88 km. Brève étape avec la poursuite de traversée de la Margeride.
Liaison Domaine du Sauvage-Langeac, 61,22 km. Cette extension du parcours permet de passer des rives de l’Allier dans le Gévaudan. Le village de Chanteuges possède un prieuré de Chanteuges avec une église datant du milieu du XIVe siècle. À Saugues, place forte du Gévaudan, est la collégiale Saint-Médard, du XIVe siècle, surmontée d'un clocher octogonal. Langeac est au bord de l'Allier, à une latitude de 720 m.

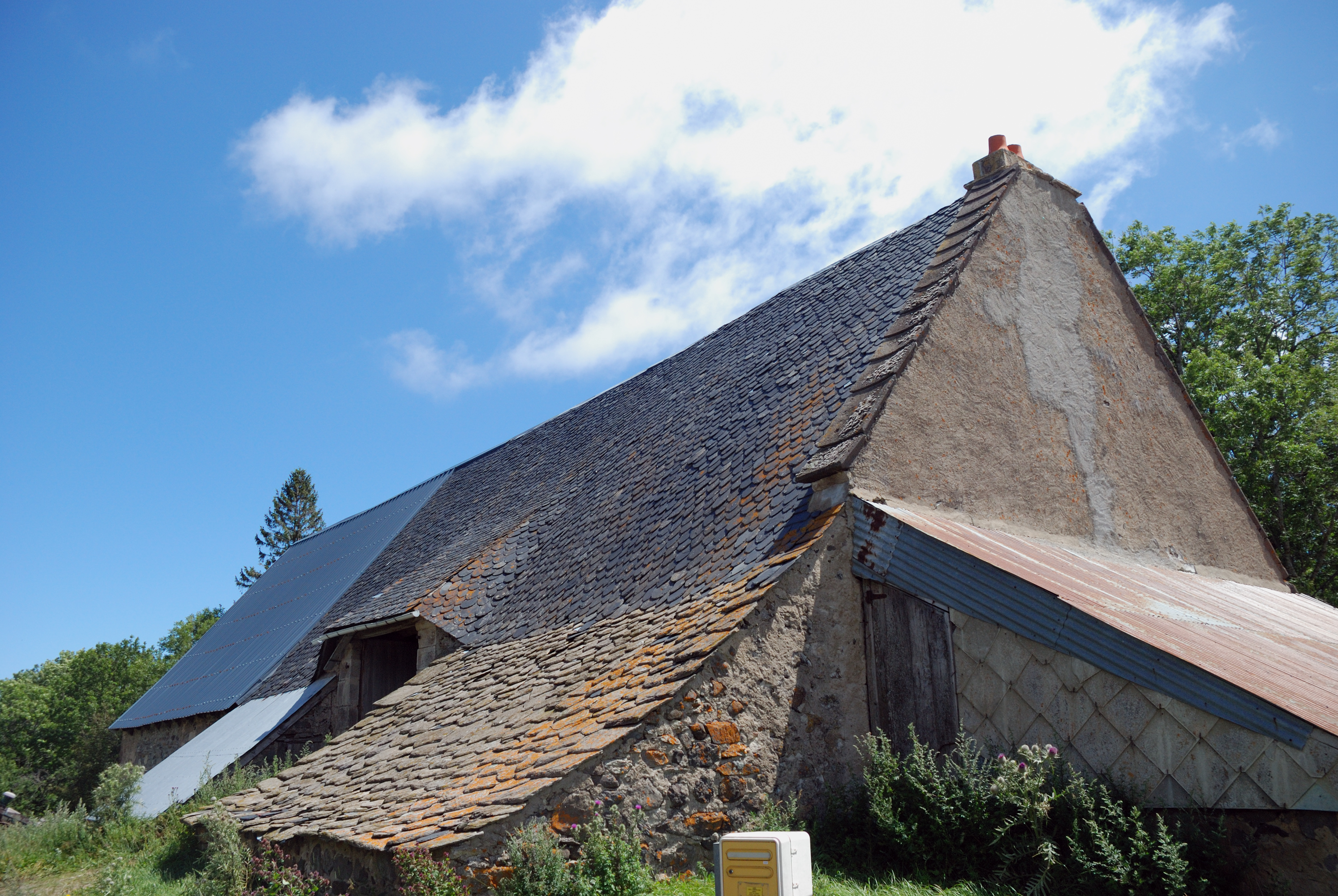
Maison à Jassy dans le Cézallier
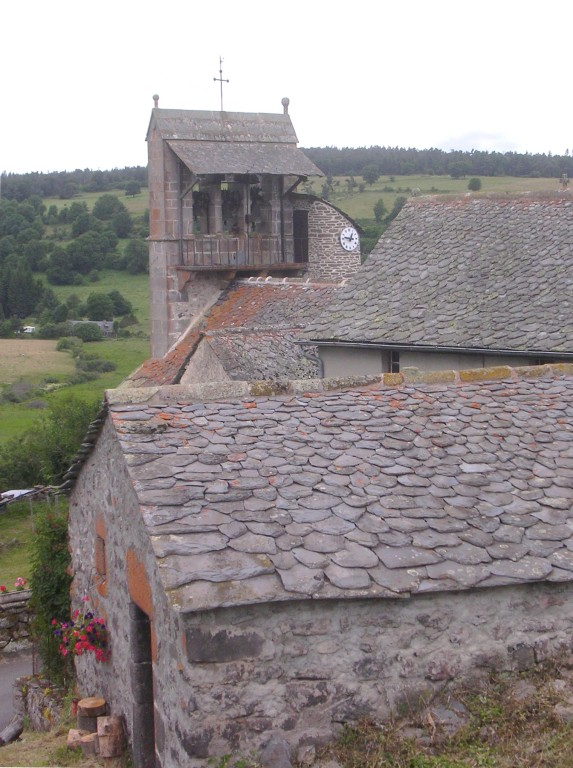
L'église et le four à pain de Mouret (Chalinargues)
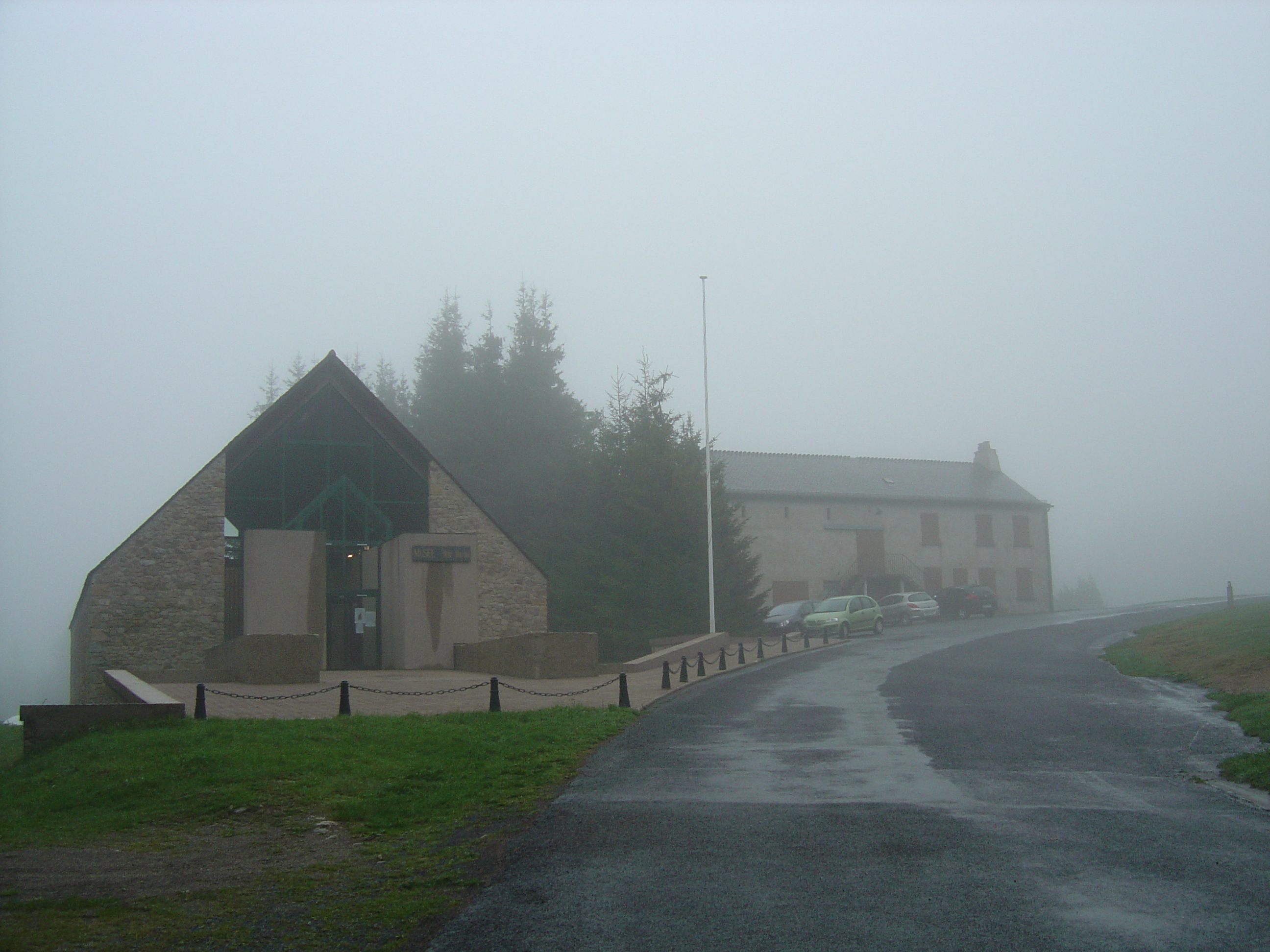
Musée de la Résistance, Mont Mouchet
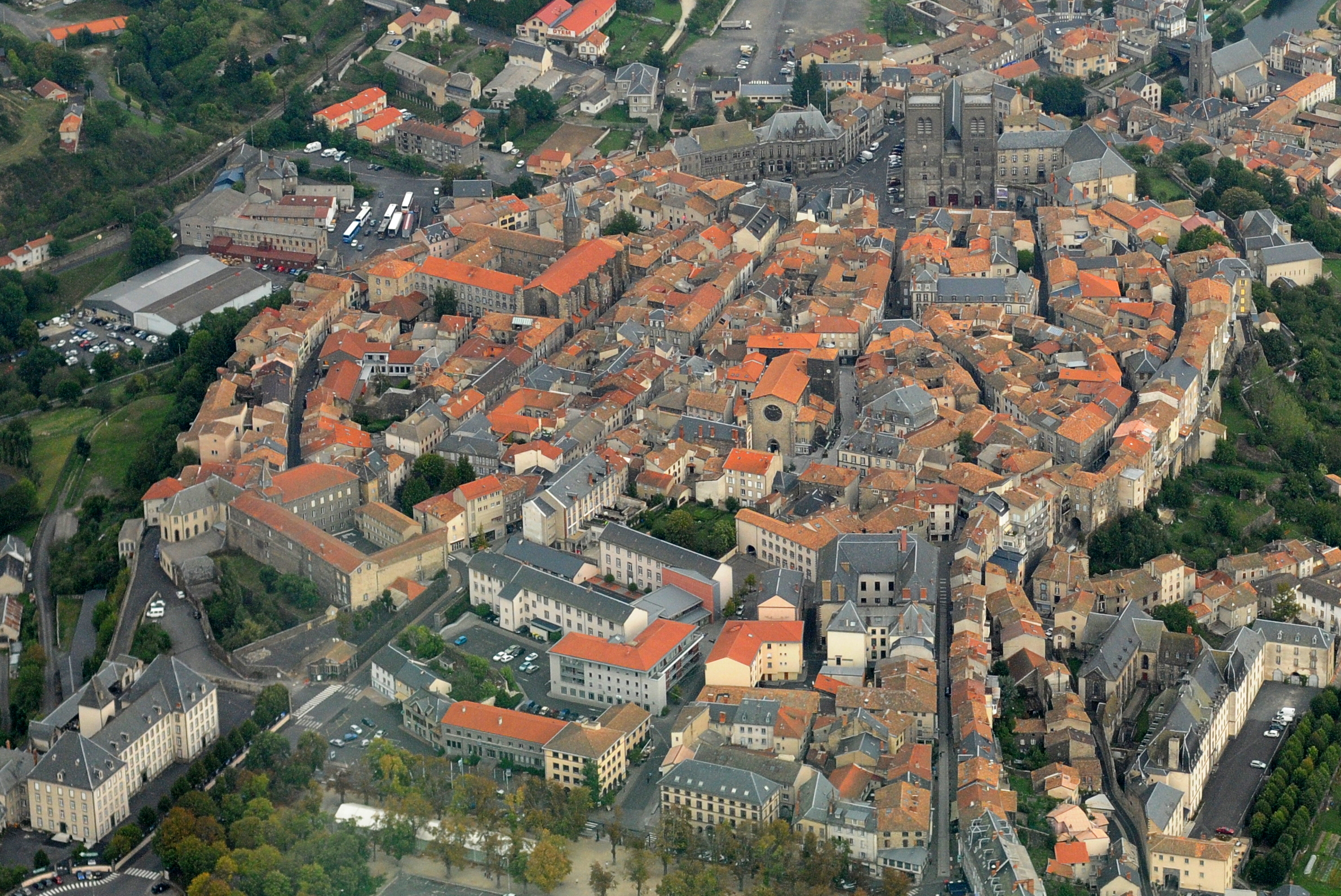
Saint-Flour (Ville haute)
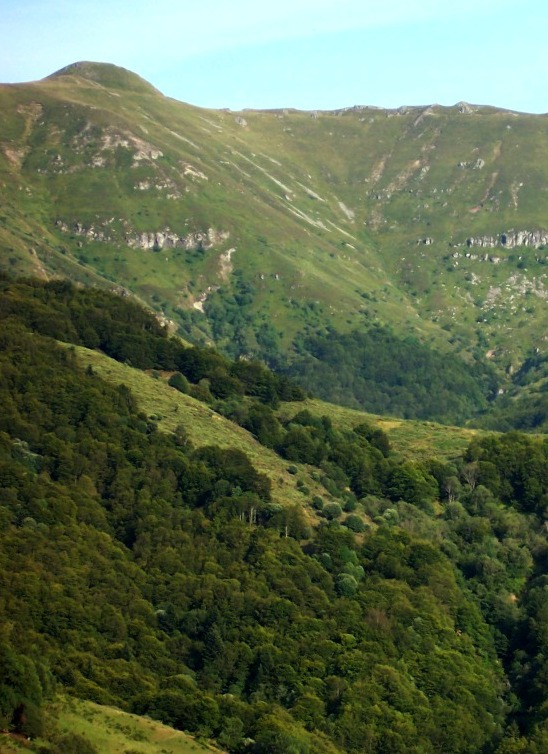
Le Plomb du Cantal
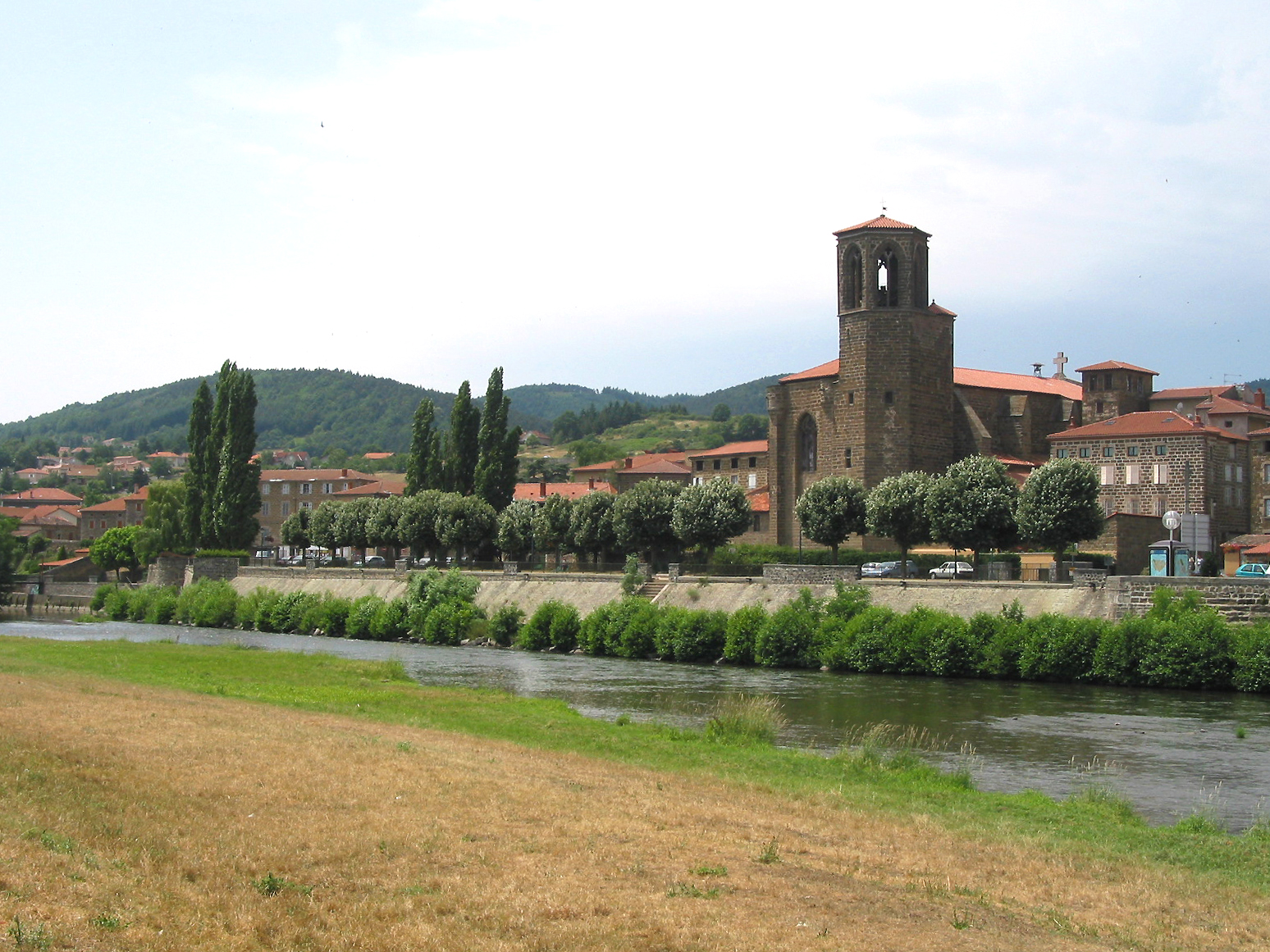
Langeac

### En région Occitanie

#### Département de la Lozère
Liaison  Baraque des Bouviers -Saint-Chély-d'Apcher, 27,64 km. Cet itinéraire complémentaire passe par Saint-Alban-sur-Limagnole, commune riche du Château de Saint-Alban et d'une église romane.
Baraque des Bouviers - Bagnols-les-Bains, 59,61 km. Après le passage du col des Trois sœurs,  le petit village de Giraldès (commune d'Arzenc-de-Randon) puis le Col du Cheval Mort c'est le Truc de Fortunio, point culminant de la Margeride, à 1552 m. La descente conduit ensuite au lac de Charpal. L'étape se termine par la haute vallée du Lot avant l'arrivée à la station thermale de Bagnols-les-Bains.
Bagnols-les-Bains - Le Pont-de-Montvert, 44,95 km. L'itinéraire passe à proximité de plusieurs des sommets du Mont Lozère : le Signal des Laubies (1562 m), le signal de Finiels, franchit le Col de Finiels et se termine par les gorges du Tarn et l'arrivée au Pont-de-Montvert.  
Le Pont-de-Montvert - Sainte-Enimie, 57,23 km (très difficile). La  montée sur les gorges du Tarn permet d'arriver sur le causse. Lors de la 
redescente en fond de vallée passage par Bédouès et sa collégiale Notre-Dame-de-l'Assomption, fortifiée, construite au XVe siècle à l'instigation du pape Urbain V, puis passage à Florac, la capitale des Cévennes, Ispagnac, Quézac (source d'eau minérale gazeuse, pont médiéval datant de 1450 permettant de franchir le Tarn)
Sainte-Enimie - L'Hom (27,95 Km). Le Tarn est longé jusqu'à  Saint-Chely-du-Tarn, puis, par le col de Coperlac, c'est le Causse Méjean,  compris en totalité dans le périmètre du site des Causses et des Cévennes inscrit sur la liste du patrimoine mondial de l'UNESCO. L'Hom, commune de Lunac est à 1100 m d'altitude, une ferme qui  perpétue  une tradition séculaire d'élevage ovin.

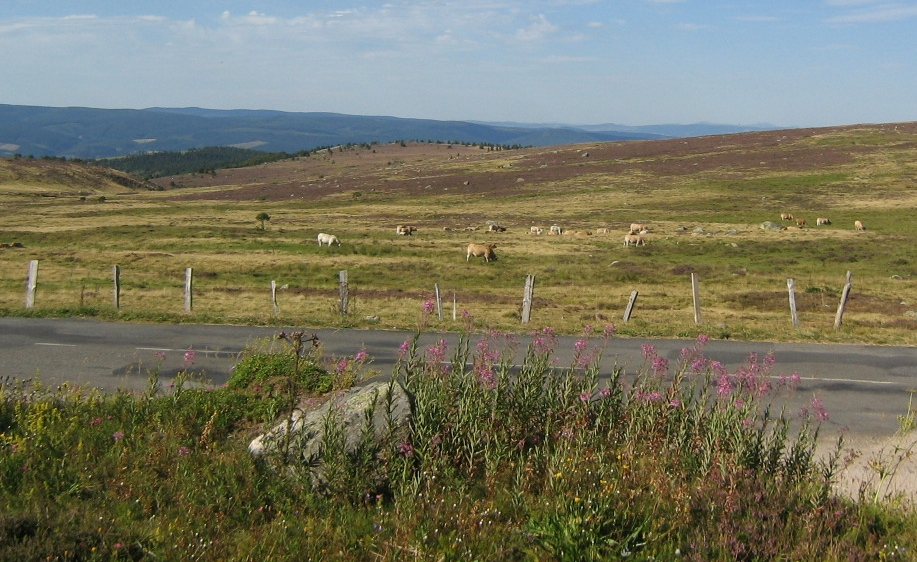
Panorama depuis le col de Finiels
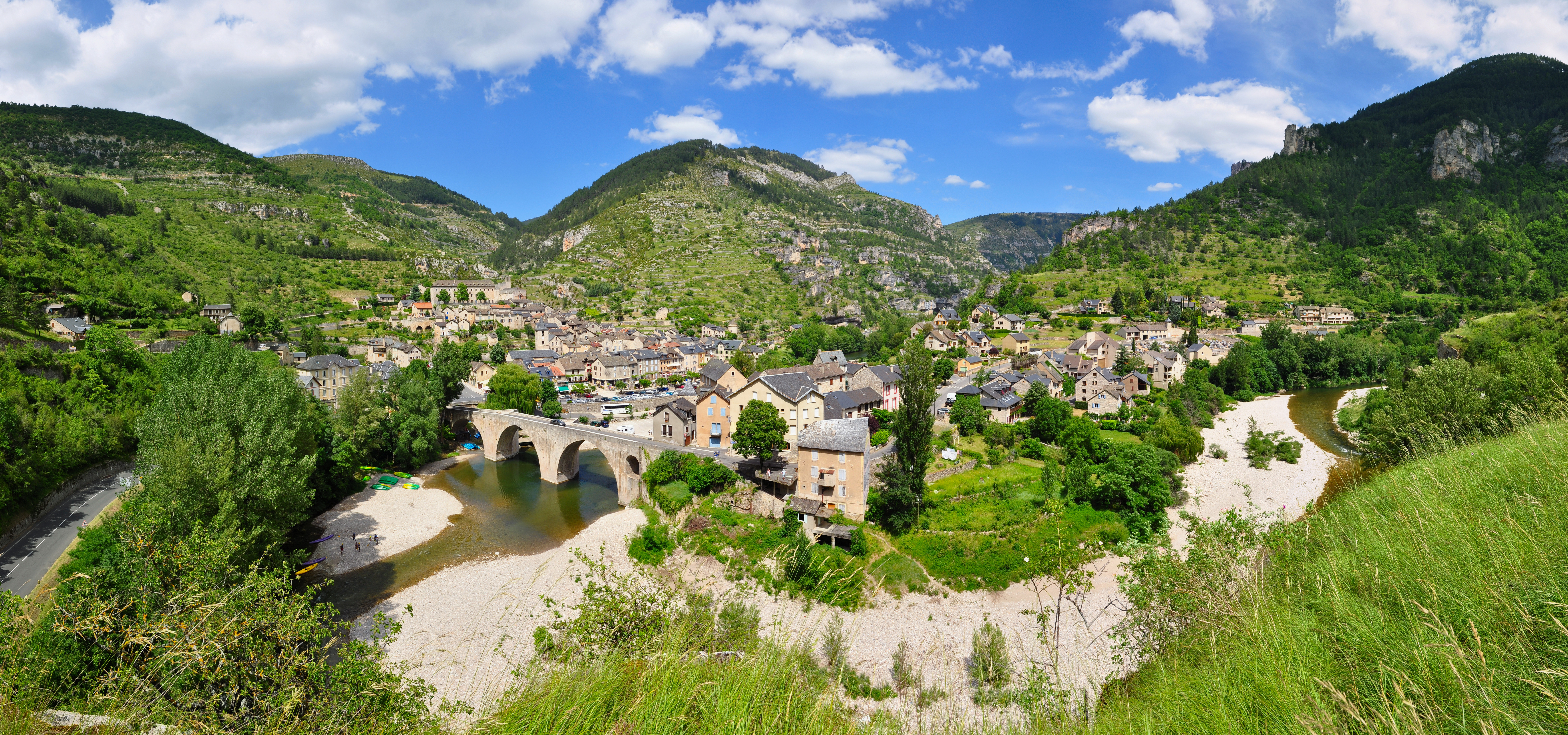
Sainte-Enimie
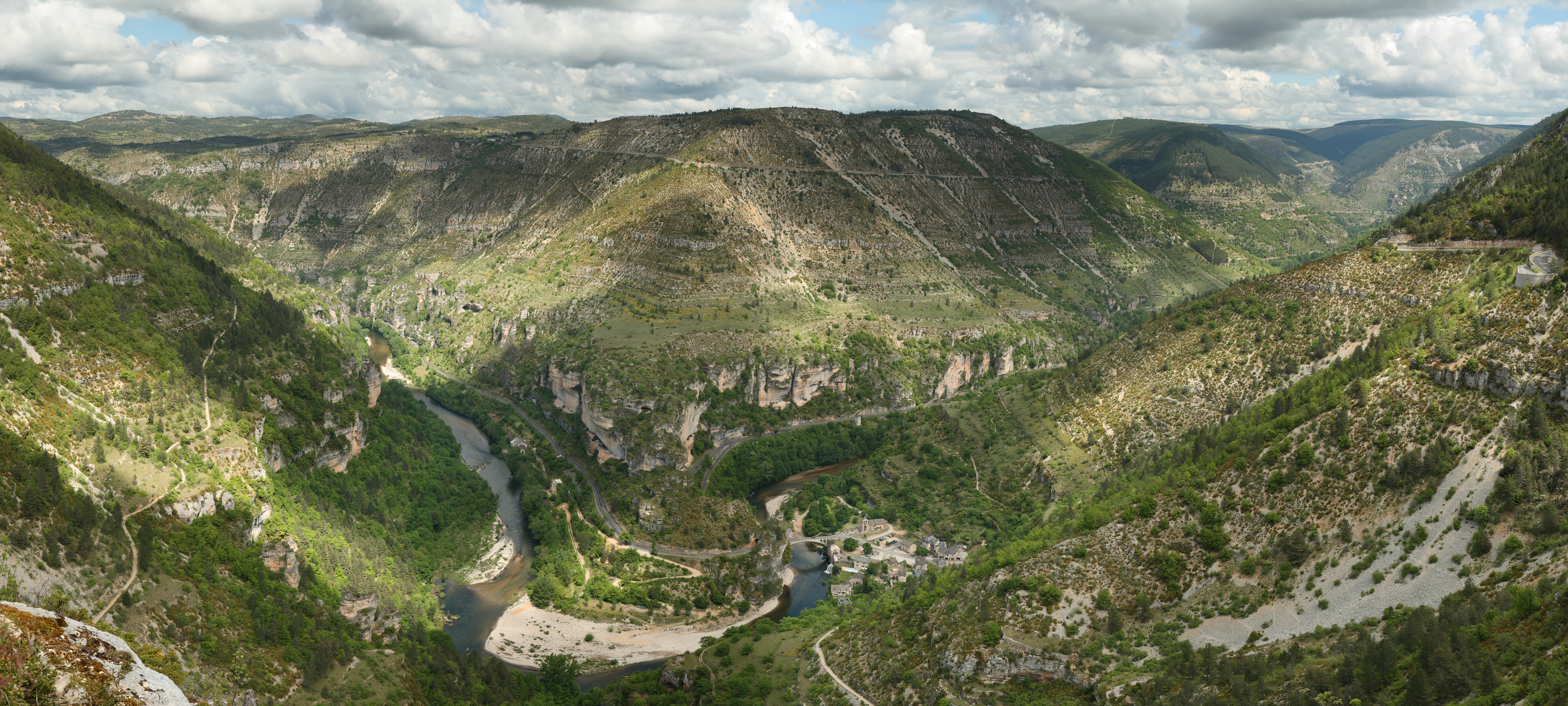
Saint-Chély du Tarn
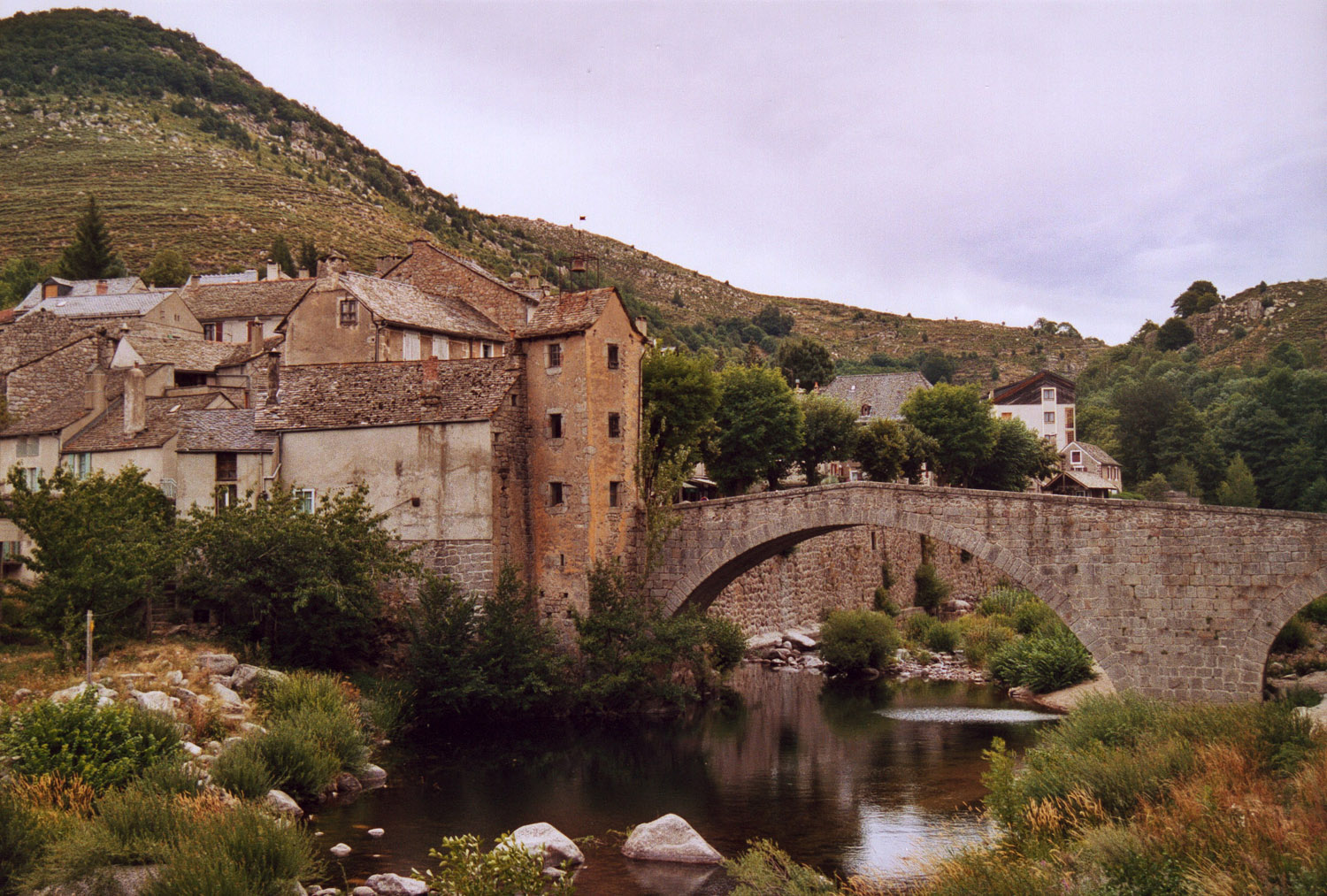
Pont-de-Montvert
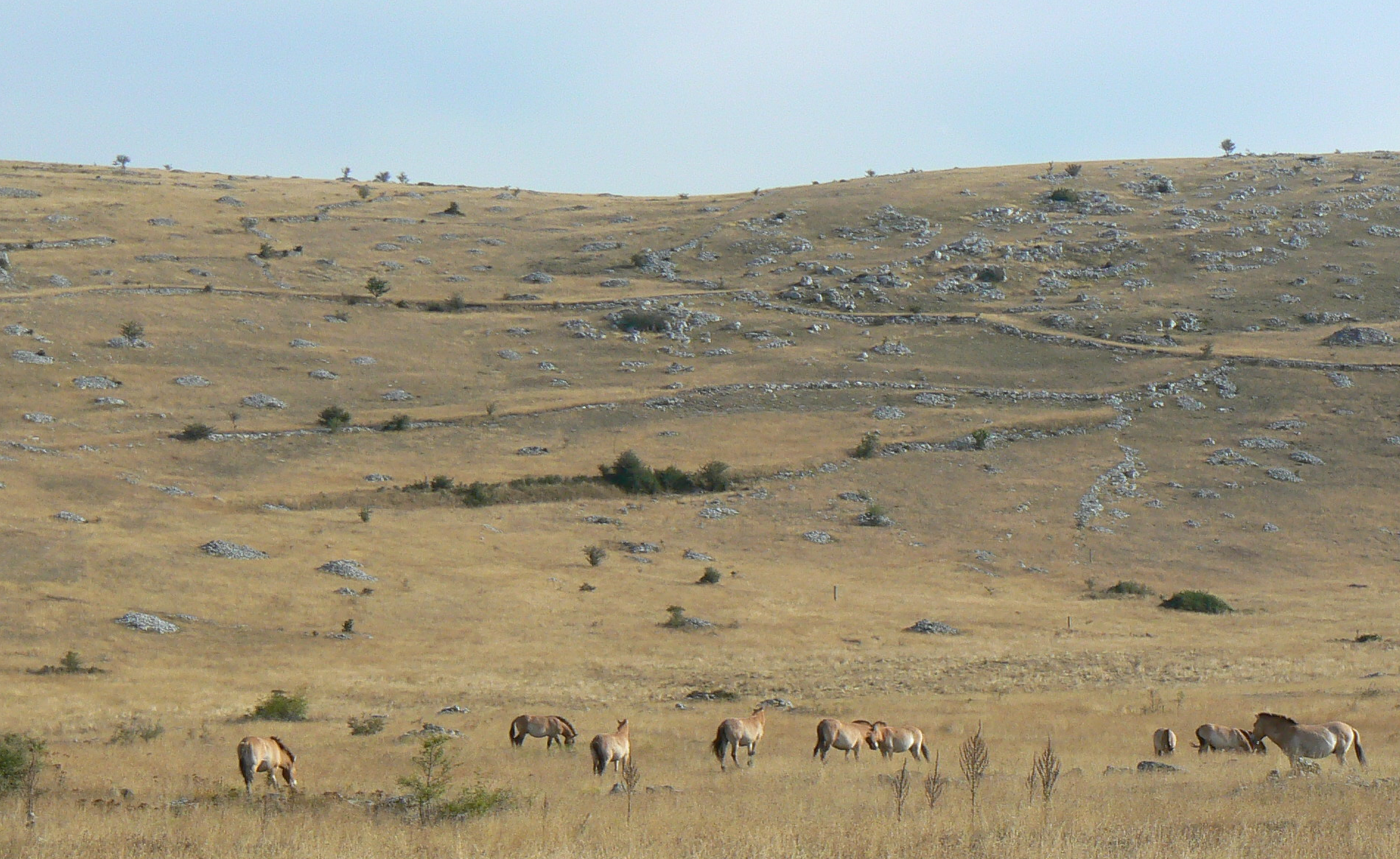
Causse Méjean

#### Départements de l’Aveyron et du Gard
L'Hom - L'Esperou Valleraugue et Dourbies, 27,25 km. Le col du Perjuret permet d'accéder au Mont-Aigual dont on atteint le sommet à 1 567 m. Ce sommet est un des points les plus remarquables du parc national des Cévennes dont Le point culminant est le mont Lozère au pic de Finiels. Arrivée à L'Espérou, ce village de montagne est situé à proximité de la station de Prat Peyrot.

Carte du Parc national des Cévennes.

L'Esperou - Le Vigan, 37,95 km. L'itinéraire permet de traverser de petits villages, Salagosse, Mars, Bréau, Esparon, Molières, Avèze, typiques des Cévennes méridionales À Le Vigan, sous préfecture du Gard, le Musée Cévenol, musée d'Arts et Traditions Populaires retrace la vie des habitants du Pays Viganais au travers des siècles.
Le Vigan - Blandas, 36,08 km. Le parcours passe par le village de Montdardier, situé en bordure du causse de Blandas ; il domine la vallée et l'ancienne voie romaine. Le Cirque de Navacelles est un des  Grands Sites de France.Il est formé par un méandre de la rivière la Vis sinuant dans les gorges entre le causse du Larzac au sud (Saint-Maurice-Navacelles, Hérault) et le causse de Blandas au nord (Blandas, Gard).  Blandas est connu pour son patrimoine mégalithique. la commune est classée au patrimoine mondial de l’Unesco au sein de la zone Causses et Cévennes, comme paysage culturel de l’agro-pastoralisme méditerranéen.
Blandas - La Couvertoirade, 38,19 km. Après avoir quitté Blandas le parcours atteint le Larzac. Le Larzac, au cœur du Parc naturel régional des Grands Causses est un haut plateau de calcaire datant de l'ère jurassique qui s'étend entre Millau (Aveyron) et Lodève (Hérault). C'est un territoire à vocation agricole a une économie caractérisée par une agriculture traditionnelle extensive tournée vers l'élevage pour la production laitière de brebis destinée à l'élaboration des fromages et la production de veaux et agneaux. En 1971 les paysans, voués à l'expropriation de leurs terres, et leurs sympathisants s'opposèrent au projet d'extension du militaire, finalement annulé en 1981. Arrivée à La Couvertoirade, classé parmi les plus beaux villages de France, à l’origine centre d’exploitation agricole pour les Templiers : la commanderie de La Couvertoirade fut fondée en 1181. 
Liaison Millau - La Couvertoirade, 48,48 km. Cette extension jusqu'à Millau permet de voir le viaduc,pont à haubans franchissant la vallée du Tarn, de visiter le Musée archéologique et géologique du Larzac à L'Hospitalet-du-Larzac, de voir les fortifications de La Cavalerie.
La Couvertoirade - Lunas, 50,65 km. .Le parcours quitte le Larzac pour entrer dans le Parc Naturel Régional du Haut Languedoc. Passage par forêt de l’Escandorgue, L'Escandorgue est un massif qui sépare le bassin de la Lergue et du Salagou à l'est, du bassin de l'Orb à l'ouest.  Un important temple du bouddhisme tibétain, Lerab Ling, y est situé (Roqueredonde).
Arrivée à Lunas, village niché au confluent du Gravezon, du Nize et du Dourdou.

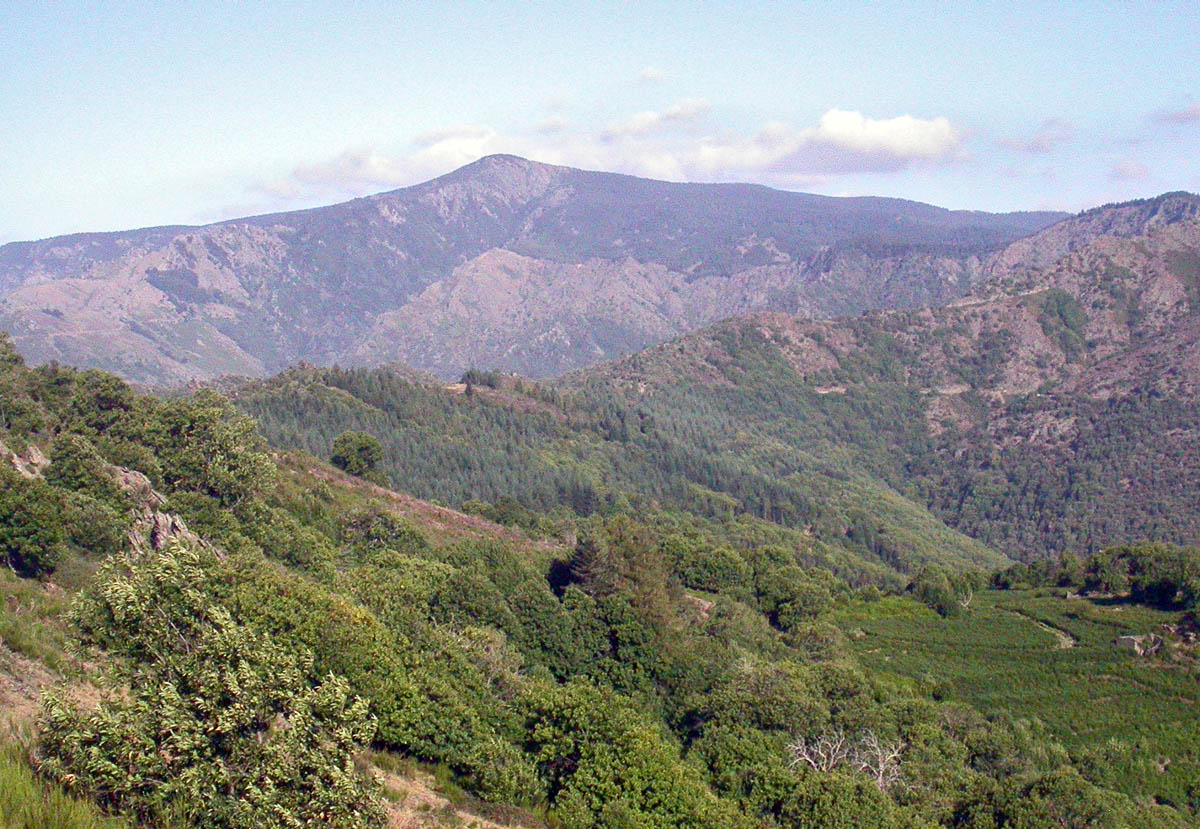
Mont Aigual
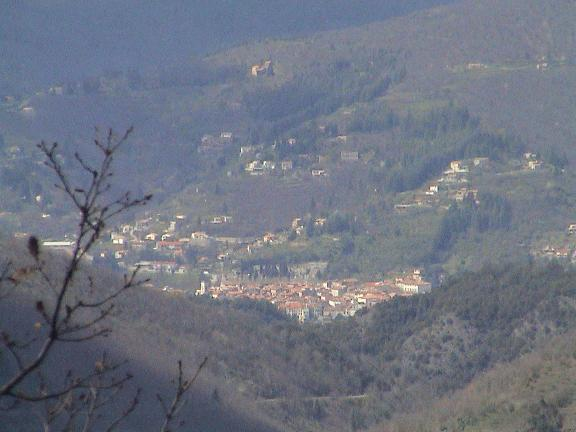
Le Vigan
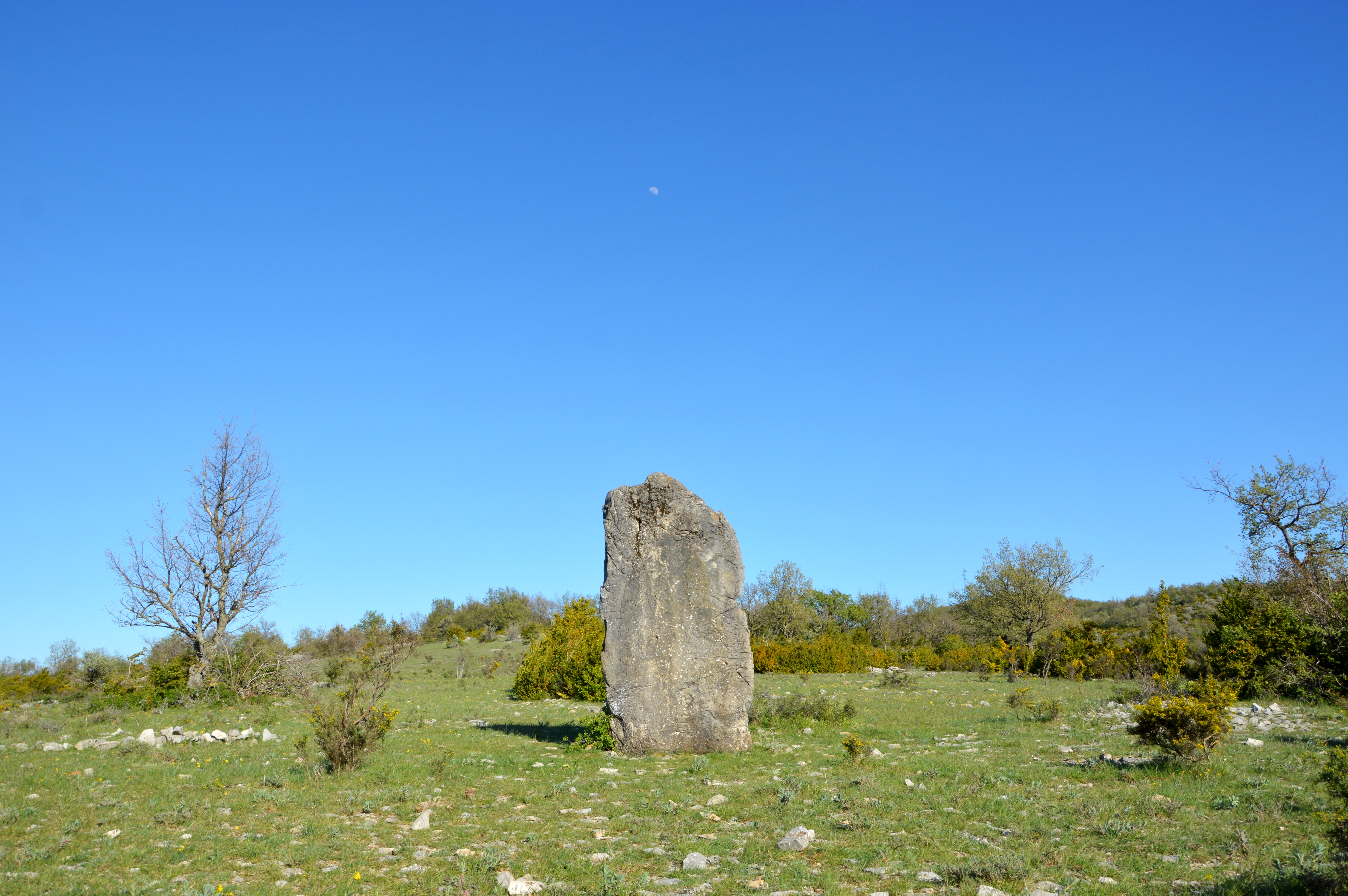
Menhir sur le plateau du Blandas
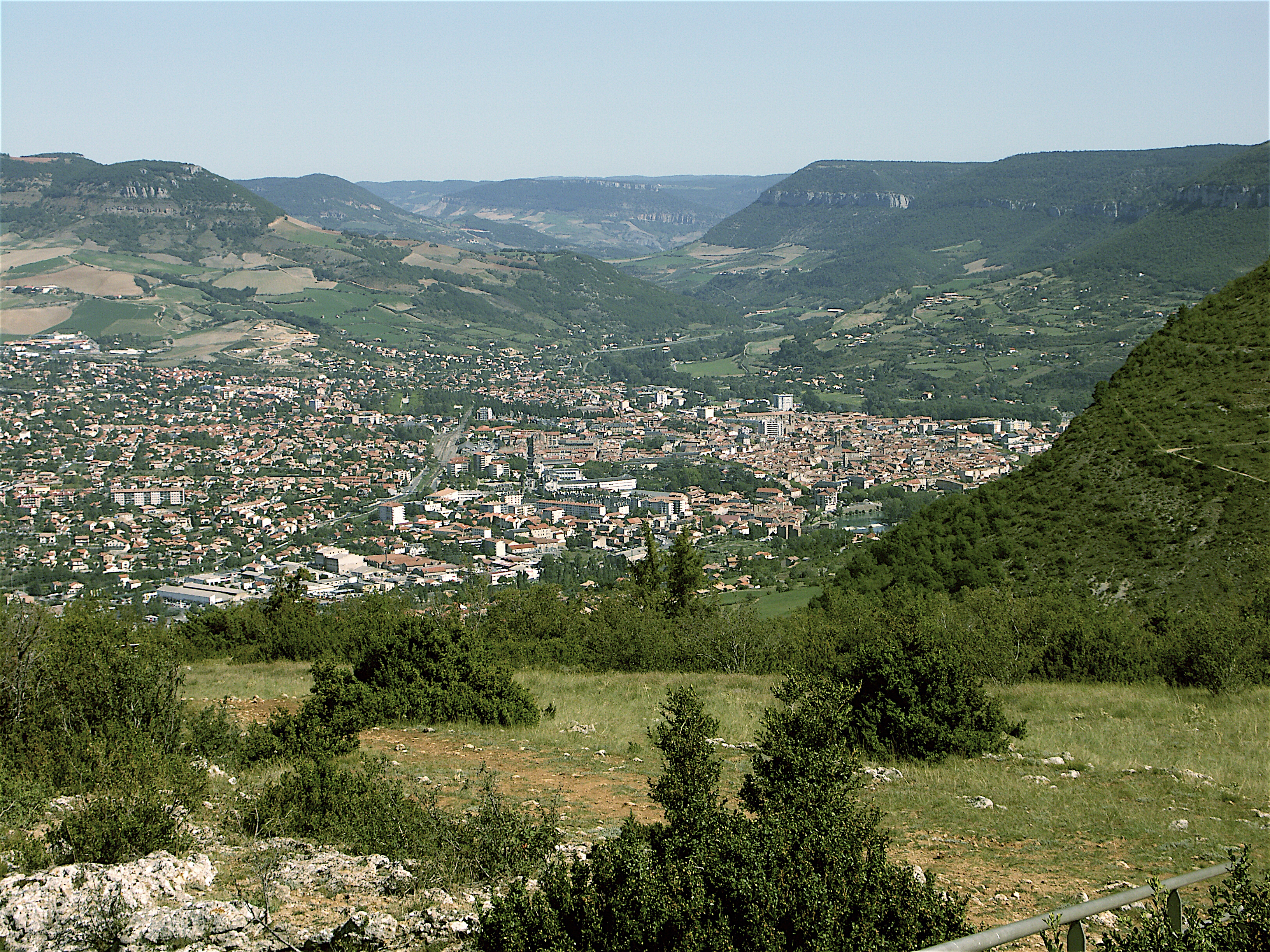
Millau
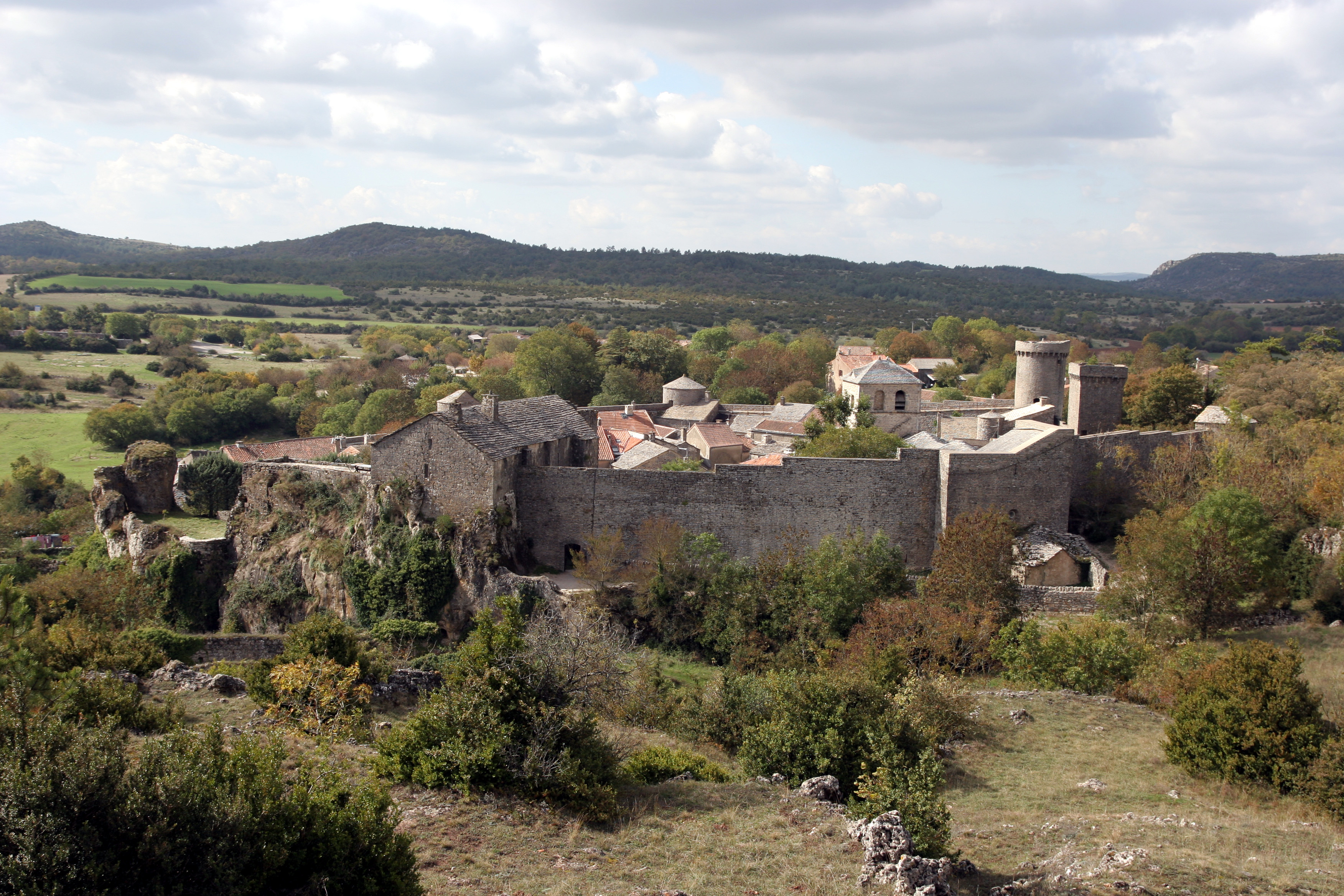
Couvertoirade
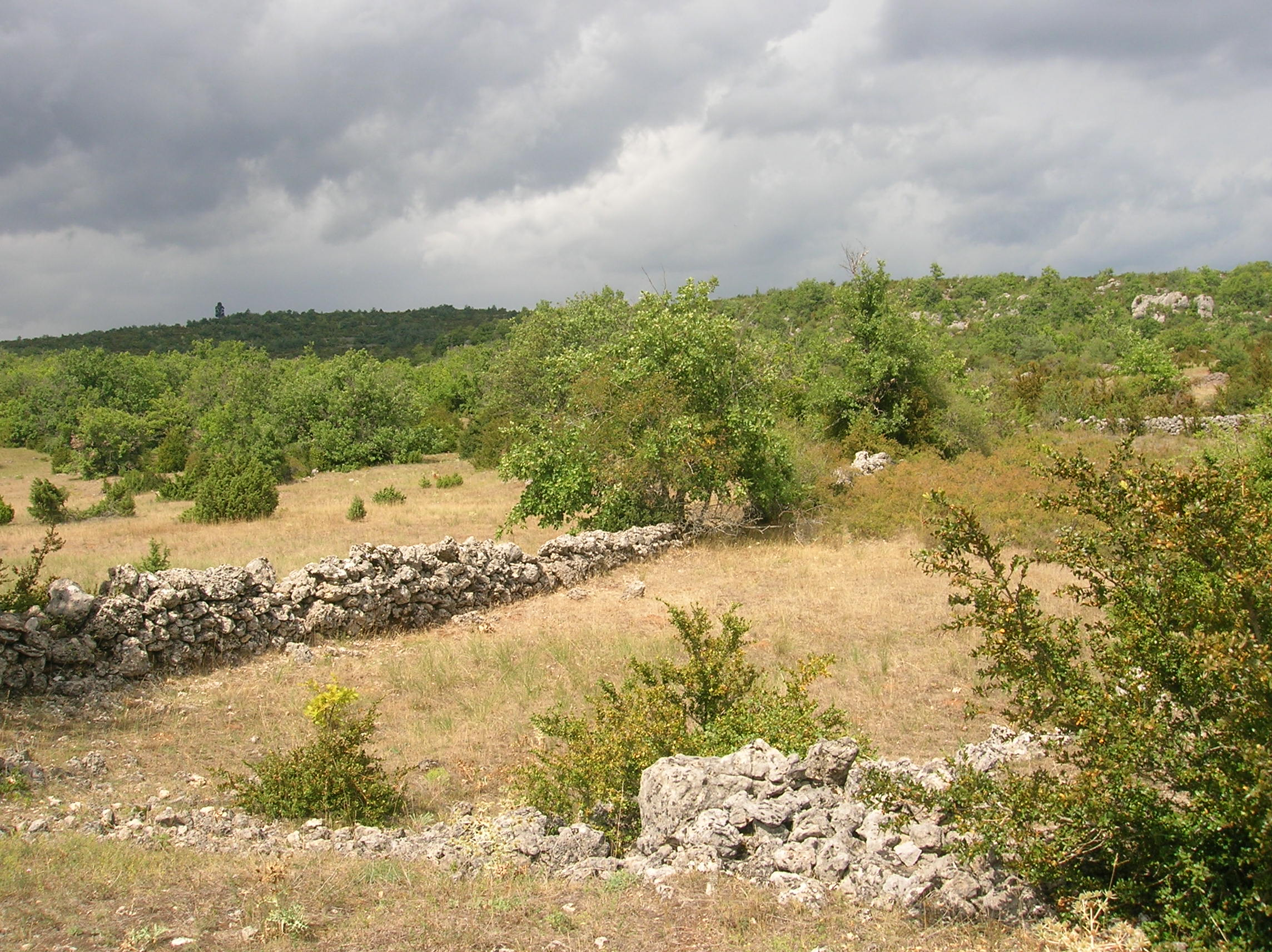
Causse du Larzac

#### Département de l’Hérault
Lunas - Clermont-l'Hérault, 41,91 km. Sur le parcours passage par le château de Dio, place forte médiévale dont la construction s'échelonne du XIe siècle au XIVe siècle.
La dernière partie de l'étape est proche du lac du Salagou est une retenue du barrage du Salagou, affluent de la rivière Lergue.  Il atteint une profondeur d'environ 50 mètres et a surface d'environ 700 hectares.
Clermont-l'Hérault - Montagnac, 58,43 km. Clermont-l'Hérault, dont une partie fut noyée par la construction du barrage du Salagou, demeure une cité importante de pr̠ès de 9 000 habitants. La collégiale Saint-Paul  (XIVe-XVe siècles), et le château des Guilhem sont deux des édifices à voir. Ce parcours, sur les derniers contreforts du Massif central, permet de rejoindre Pézenas, commune traversée par la rivière la Peyne, et située dans la plaine du fleuve Hérault. Vues sur le pic de Vissou et la plaine viticole, constructions de pierre sèche entre vignes et oliviers : c'est le Languedoc.
Montagnac - Agde, 58,91 km. Montagnac, cité typiquement languedocienne, se situe entre mer et montagnes.  Sa grande période de prospérité entre le XIIIe et le XVIIe siècle laisse des traces dans le centre ancien ; l'église Saint André en le symbole. L'itinéraire emprunte une partie du parcours "Terroir d’Art et de Nature de Montagnac" jalonné de sculptures et statues. Les nombreux domaines viticoles ponctuent le territoire. Agde est une ville portuaire depuis l'antiquité. Son patrimoine est riche : monuments construits en pierre basaltique,  cathédrale Saint-Étienne, L'église Saint-André. Le canal du Midi, classé au patrimoine mondial de l'humanité, compte à Agde trois éléments remarquables : l'écluse ronde, le pont Saint-Joseph, l'hôtel Riquet. 

Lac du Salagou
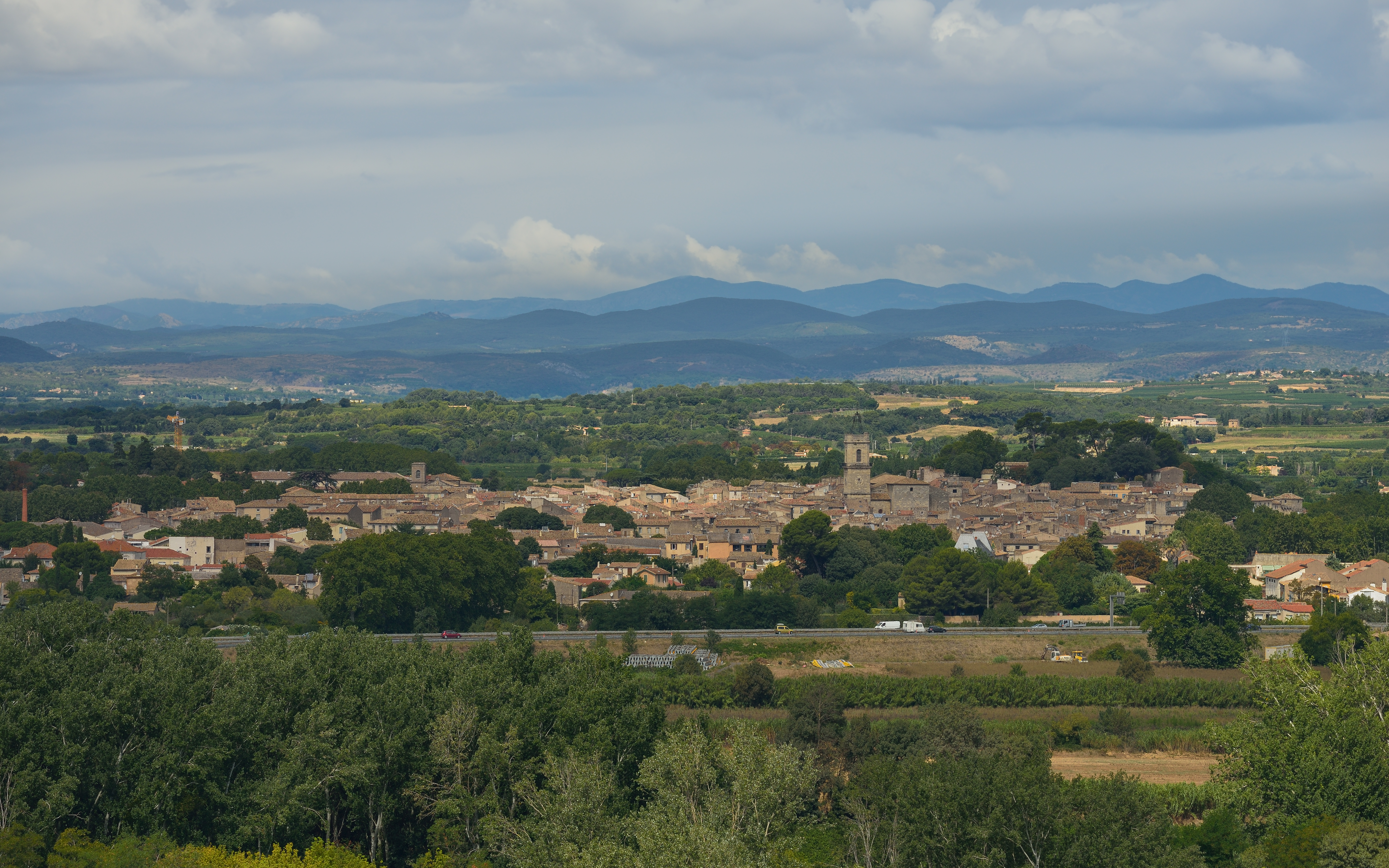
Pézenas
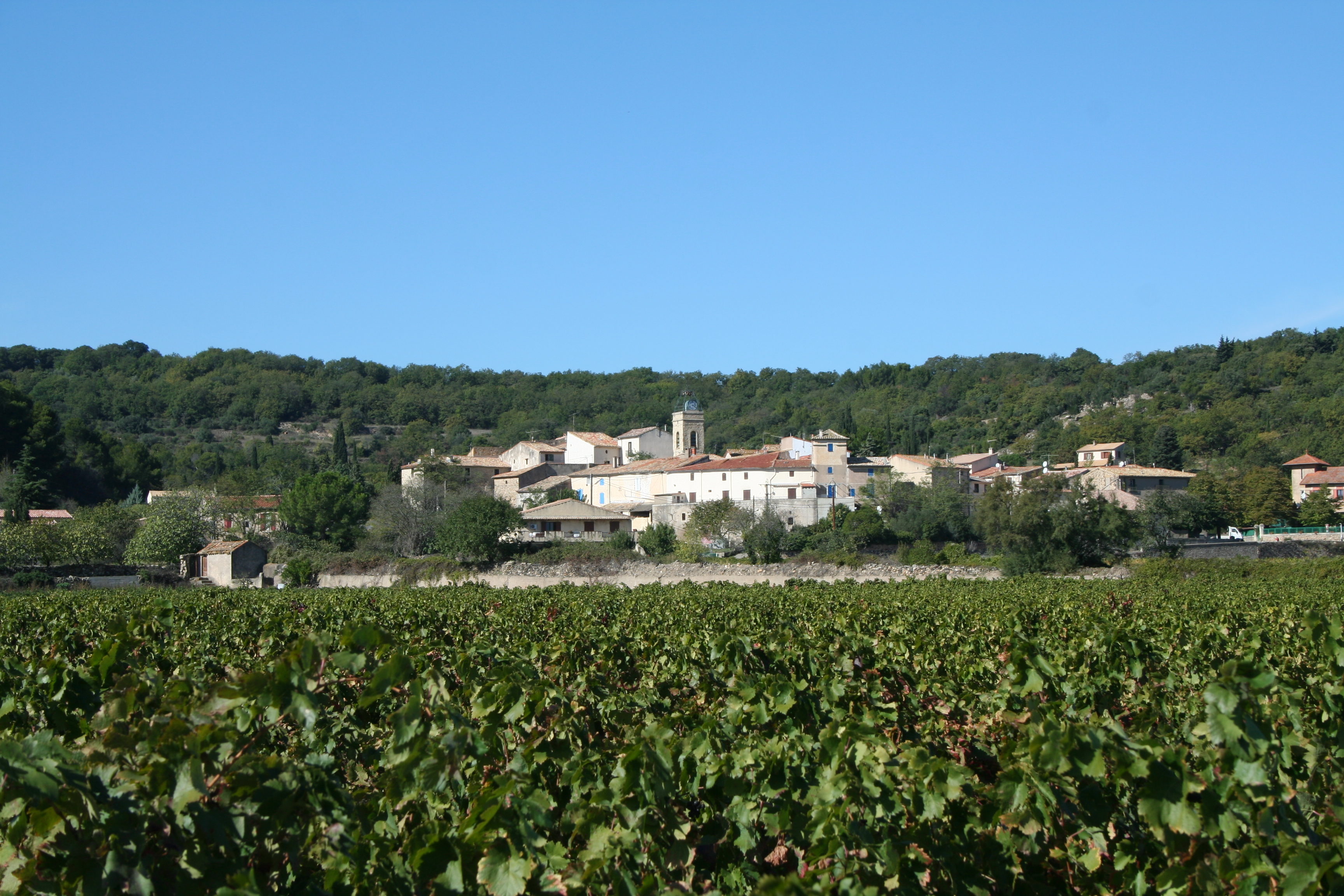
Lieuran-Cabrières
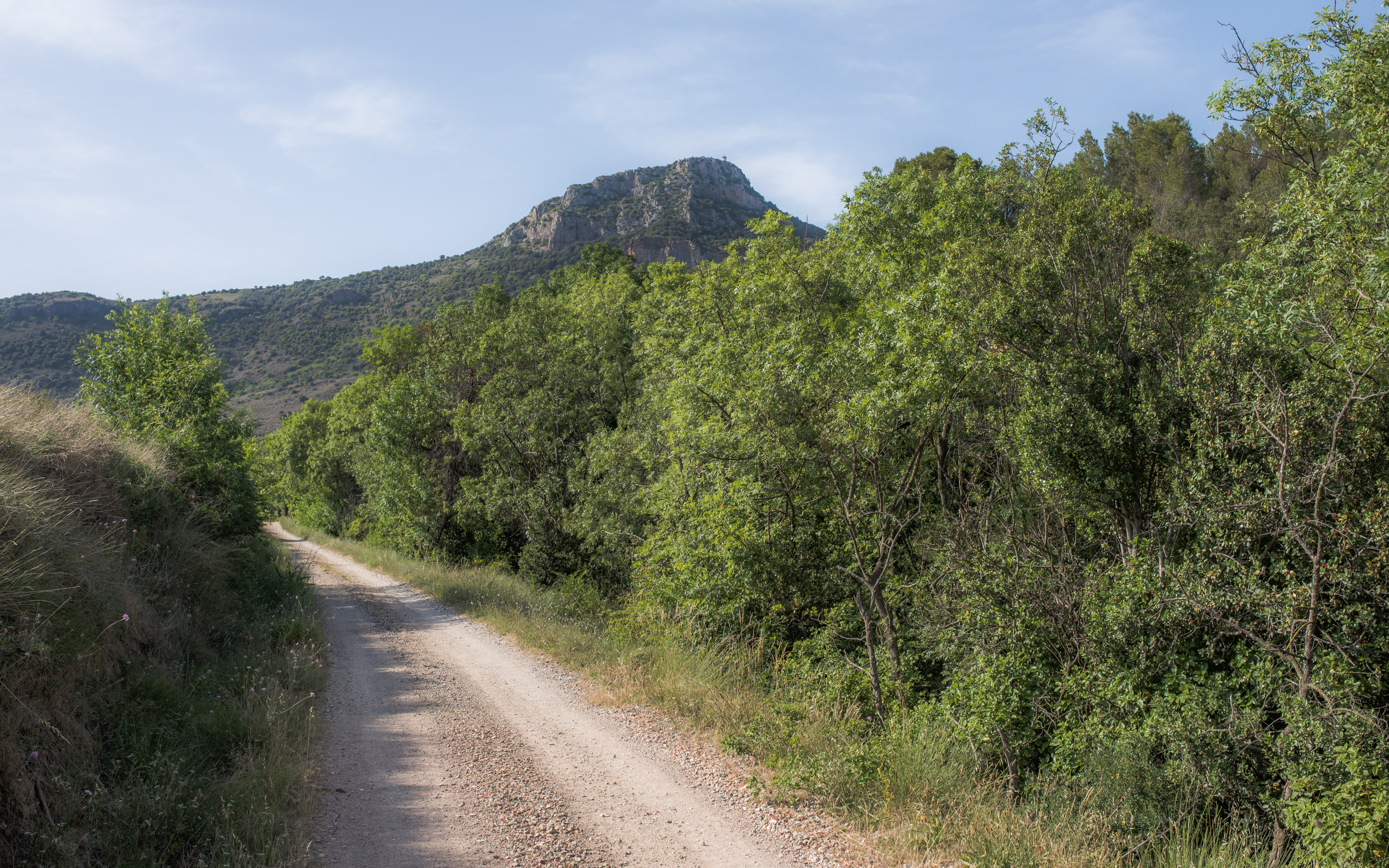
Pic de Vissou
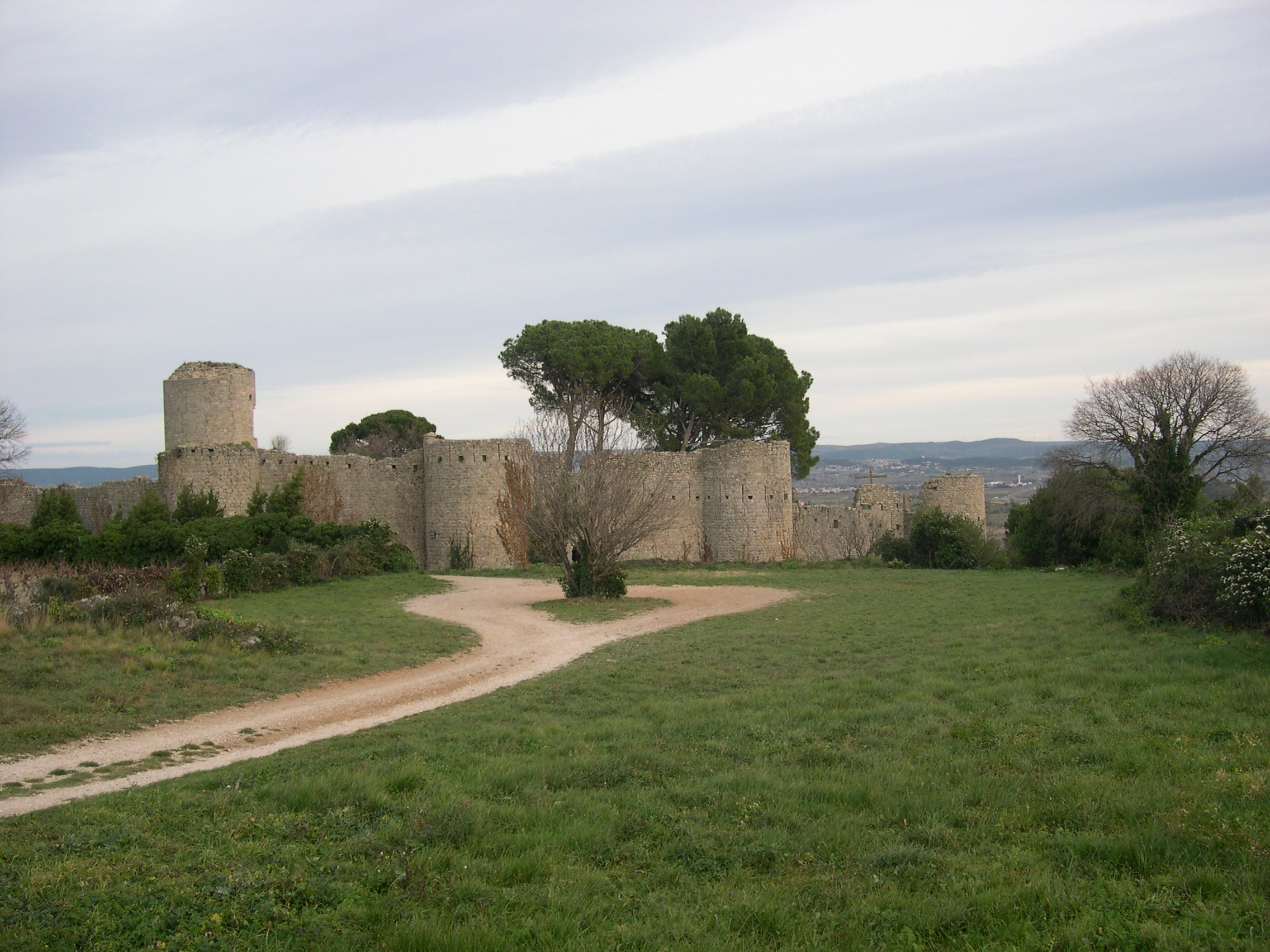
Clermont-l'Hérault et son château
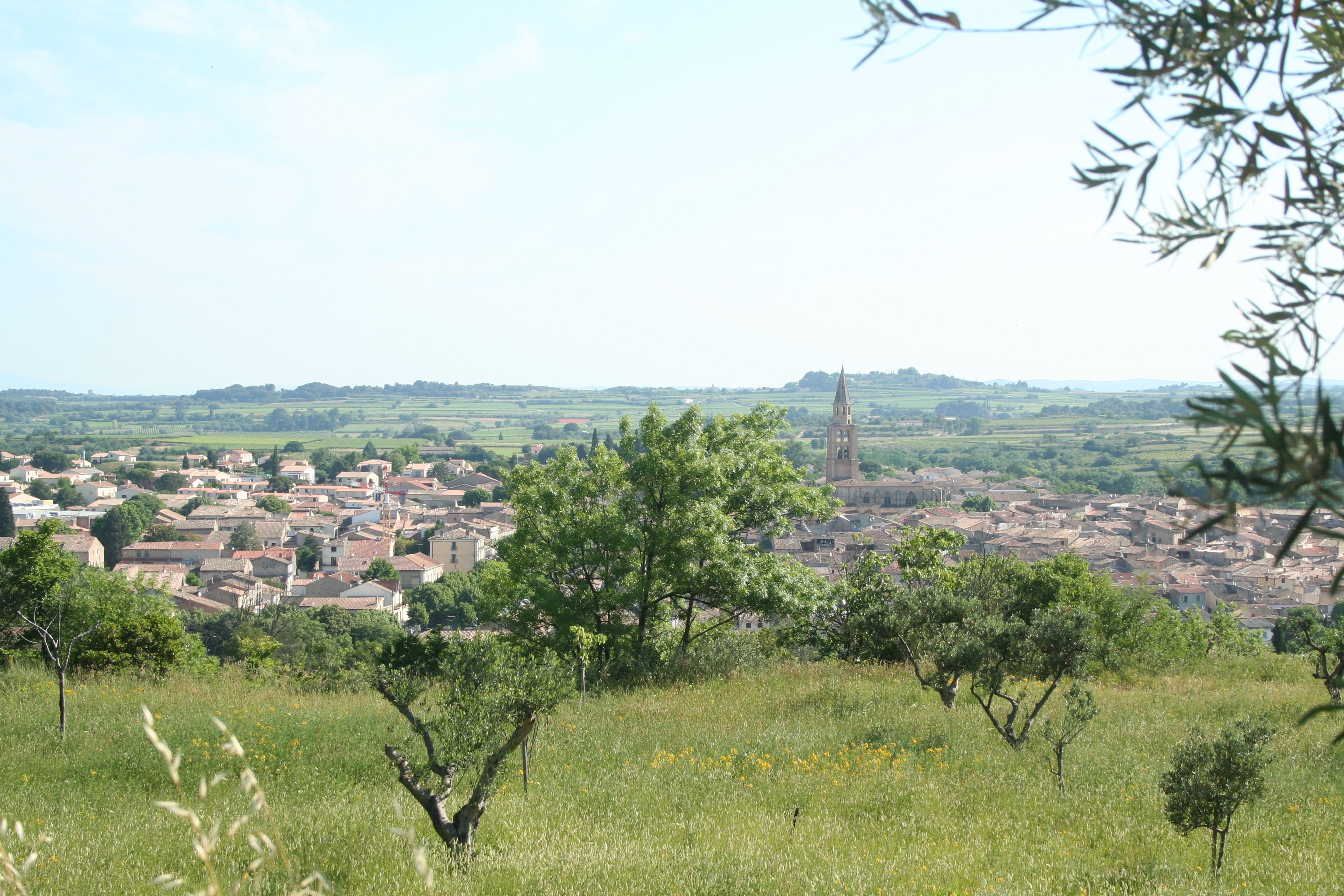
Montagnac
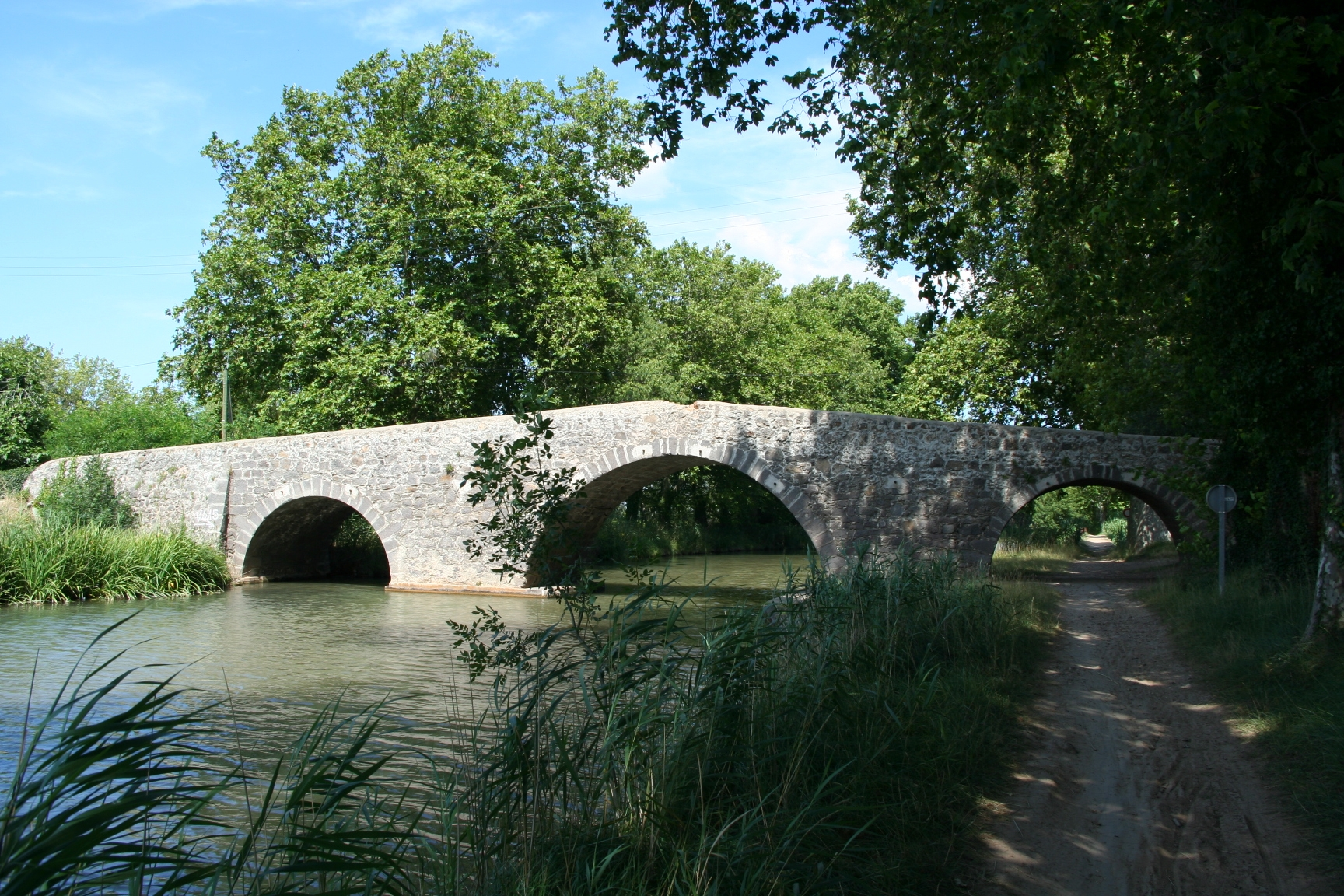
Pont Saint-Joseph à Agde